# Danmarks historie (1660-1814)
 For alternative betydninger, se Danmarks historie (flertydig). (Se også artikler, som begynder med Danmarks historie)
Danmarks historie (1660-1814) indrammes af to begivenheder af stor betydning for Danmarks historie. I 1660 mistede Danmark definitivt Skånelandene i kølvandet på Svenskekrigene. Dog gjorde Bornholm modstand og kom igen under dansk styre. Det store tab medvirkede samtidig til indførelsen af enevælden i 1661.
Under Skånske Krig og i flere senere perioder var landet i krig med specielt Sverige om herredømmet over Skånelandene og Nordtyskland. Også medhertugerne af Slesvig-Holsten, de såkaldte gottorpere, voldte Danmark store problemer, men de blev endelig løst på fredelig vis i 1773. Under den sindssyge kong Christian 7. blev styret overtaget af skiftende personer, inden hans søn, kronprins Frederik, satte sig tungt på magten de sidste 24 år af sin fars regeringstid. Han var i højere grad end faderen tilhænger af oplyst enevælde og tillægges sammen med centraladministrationen hovedansvaret for
landboreformerne i slutningen af 1780'erne.
Mod periodens slutning var Danmark involveret i Napoleonskrigene, der kulminerede med, at Danmark gik statsbankerot, og at Norge blev afstået til kongen af Sverige.

## Enevælden
Danmark var under Karl Gustav-krigene på nippet til at blive erobret af Sverige, og ved Roskildefreden i 1658 afstod landet Skåne, Halland, Blekinge og Bornholm, mens Norge afstod Bohus og Trondhjem len. Efter den svenske belejring af København i 1659 var slået fejl og svenskerne var blevet drevet ud af Fyn, indgik parterne en ny fredsaftale ved freden i København i 1660, hvor Danmark fik de norske len og Bornholm tilbage. Stormagterne ønskede ikke, at Sverige fik det besatte Sjælland, men var på den anden side tilfredse med, at kontrollen med Øresund nu blev delt mellem de to stridende parter. Det var imidlertid et forarmet land, der blev reddet. Både de fjendtlige og de allierede tropper havde hærget landet, og pestepidemier, årtiers forøgede skattetryk og dårlige landbrugskonjunkturer havde lagt landsdele mere eller mindre øde. Staten var på fallittens rand efter at have lånt kæmpe beløb hos pengeudlånere for at finansiere krigene. Disse pengeudlånere havde til gengæld fået krongods i pant, men da det netop var krongodset, der gav staten indtægter, var det svært at skaffe midler til kreditorerne.

### Arvekonge
I juni 1658 henvendte Københavns borgmestre og råd sig til kong Frederik 3. med ønsket om selvstyre og fritagelse for troppeindkvartering. Samtidig ønskede de, at adelens godsprivilegium blev ophævet, og at København blev gjort til stabelstad for Sjælland og Møn (monopol på al handel til et område). Da svenskerne den 10. august 1658 stod uden for byen, opfyldte kongen alle ønskerne og gjorde samtidig København til fri rigsstad og -stand, hvilket bl.a. indebar, at told og andre afgifter, som byen blev pålagt, skulle godkendes af borgerne. Ligeledes fik de adgang til embeder på lige fod med adelen. Grunden til tildelingen af privilegier var den vanskelige situation: København var landets sidste bastion, og staten skyldte store summer til københavnske leverandører og pengeudlånere.
Den 2. august 1660 indkaldte rigsrådet på kongens foranledning adelen, gejstligheden og borgerskabet til et stændermøde, hvis formål var at redde landet. Stændermødet begyndte 10. august i den store sal på Københavns Slot, hvor de tre stænder var samlet. Rigshofmesteren efter Corfitz Ulfeldt, Joachim Gersdorff, holdt en åbningstale og roste kongens mod og byens modstandsvilje under belejringen. Derpå blev de første forslag fremsat: indførsel af en konsumtionsskat, en forbrugsafgift på 8 % og en stempelafgift.
Stænderne forhandlede hver for for sig. Borgerne og de gejstlige tiltrådte forslaget den 15. september på den betingelse, at alle stænder blev stillet lige; adelen skulle altså også betale. På et fællesmøde 19. september sagde adelen nej, og stænderne var tilbage ved udgangspunktet.
Denne diskussion var dog allerede blevet overflødig, da borgerskabet den 15. september havde vedtaget et forslag med mere vidtgående reformer. For fremtiden skulle alle lensindtægter gå til kongen, og lensmanden skulle i stedet have en årlig løn. Adelen og bønderne skulle betale en plovskat, og arvinger skulle betale en arveafgift på 2 %. Statskreditorerne skulle nedskrive deres fordringer for at styrke rigets finanser. Samtidig skulle en række kongelige embedsmænd afskediges. Vornedskabet og ægten, den gratis hovkørsel, skulle afløses af en pengeafgift, som Christian 4. allerede havde prøvet at indføre. Hæren skulle bestå af frivillige soldater, der skulle aflønnes af de bønder, der ville betale sig fra at springe soldat. Flåden skulle primært bestå af armerede handelsskibe, og riget skulle først og fremmest beskyttes udefra med diplomatiske alliancer. Købstæderne kunne glæde sig over at tolden mellem landsdelene skulle ophæves, lensmandens indflydelse på valget af borgmestre og rådsmænd afskaffedes og købstæderne skulle have eneret på al handel i deres område. Hver provins skulle have en repræsentant med fri adgang til kongen og rigsrådet, og der skulle holdes årlige provinsborgermøder, og intet vigtigt kunne bestemmes uden stændernes samtykke.
Forslaget blev aldrig indleveret, sikkert fordi den københavnske delegation aldrig ville have godkendt det, da der iblandt dem var mange kreditorer, der ikke ville nedskrive deres fordringer. Desuden ville kongen nok ikke have brudt sig om den slet skjulte hentydning til, at hoffet havde for mange ansatte. Forslaget dukkede dog op igen den 20. september i en barberet udgave, hvor hof- og militærbesparelserne, opfordringen til kreditorerne samt arveafgift og stænderstyre var udeladt. Men da nogle af provinskøbstæderne fastholdt det oprindelige forslag, blev det nye forslag heller ikke indleveret.
Om adelen opfangede denne splid i borgerskabet vides ikke, men den kom selv hurtigt med sit skatteudspil. Nu ville den i stedet for konsumtionsskatten betale 1½ daler for hver af sine tjenere. Borgerskabet svarede, at de ligeledes gerne ville betale de 1½ daler for deres tjenere, men så ville de heller ikke betale konsumtionsskatten. Ligheden var altså vigtigere end betalingen.
Da borgerskabets repræsentanter fornemmede, at adelen måske snart ville gå med til konsumtionsskatten, fremsatte de 20. september-forslaget, som indeholdt den for adelen helt uacceptable lensreform. Denne taktik virkede, og den 30. september tilbød adelen at betale en konsumtionsafgift. Det nye forslag indeholdt højere takster, end de andre stænder havde godkendt, og da regeringen samtidig som tillæg hertil havde vedtaget en stempelafgift, der ensidigt ramte borgerskabet, sagde både borgerne og de gejstlige nej. Stempelafgiften blev undgået ved, at Københavns borgmestre den 7. oktober nægtede at offentliggøre forordningen om selvsamme stempelafgift.
Dagen efter fremsatte Københavns borgmester, Hans Nansen, i et møde for borgerskabets repræsentanter et forslag om at tilbyde Frederik 3. riget som arverige. Gejstlighedens repræsentantskab støttede borgernes forslag, og sammen fremlagde de det for rigshofmesteren. Forslaget skulle behandles af rigsrådet, men da det vidste, at det ville betyde enden på dets magt, hvis det ikke frit kunne vælge kongens efterfølger, tøvede det med svaret. Da der stadig ikke var kommet svar den 10. oktober, gik de to andre stænder i fællesskab i demonstration til rådstuen for at kræve et svar. Rådets førstemand sagde nej med den begrundelse, at rigsrådet ikke var fuldtalligt. Derfra gik de til kongen, der erklærede, at han ville svare dagen efter. Samme aften blev Københavns byporte lukket og byen blev erklæret i militær undtagelsestilstand. Hvis nogen ønskede at forlade byen, skulle de henvende sig direkte til Hans Nansen. Der blev indført skærpet bevæbning for at forhindre, at nogen forlod byen uden tilladelse, og uden for havnen lå skibe for at forhindre flugt ad søvejen. Adelens repræsentanter og rigsrådet var reelt spærret inde.
Den 13. oktober gav rigsrådet endelig op, og samme dag nedsatte kongen et udvalg bestående af repræsentanter fra de tre stænder. Udvalget skulle foreslå, hvad der skulle ske, når valgkongedømmet var afskaffet. Det kunne de ikke enes om. Bortset fra et forslag om annullering af håndfæstningen overlod de det til kongen at sørge for det videre forløb. Den 16. oktober blev håndfæstningen afskaffet, og to dage efter kunne Frederik 3. modtage arvehyldningen på en tribune foran Børsen. For at kunne sige at hele det danske folk havde gjort kongen til deres arveherre, var der indkaldt nogle bønder fra Amager til at aflægge eden på vegne af bondestanden. Blandt historikere er der uenighed om, hvorvidt statsomvæltningen var udtryk for en decideret strategi fra kongens side eller blot en udnyttelse af de muligheder, som stridighederne mellem stænderne muliggjorde.

### Enevoldskonge
Det var nu kongens opgave at ordne det fremtidige styre af landet, da arverige ikke er er lig med enevældsrige. De tre stænder indleverede deres privilegieandragender, da kongen havde lovet de tre stænder at garantere deres ret. Adelen ønskede at beholde deres privilegier i henhold til den kasserede håndfæstning uden retten til at vælge kongen. Borgerskabets andragende lå i forlængelse af 20. september-forslaget, og samtidig ønskede de, at stænderne fik forelagt alle love og forordninger til gennemlæsning og bemærkninger "førend de til trykken forfærdigedes". Gejstligheden ønskede bare status quo. Kongen sendte andragenderne i syltekrukken, og efter at han havde indført en konsumtionsskat og en kopskat, som adelen også skulle betale, opløstes stændermødet i december.
Styret blev ordnet ved at oprette et statskollegium, der skulle ordne alle vigtige inden- og udenrigske sager, men blot havde rådgivende beføjelser. Ligeledes oprettedes skatkammerkollegiet, kancellikollegiet, admiralitetskollegiet, krigskollegiet og i 1661 Højesteret samt i 1668 commercekollegiet til behandling af den borgerlige næring. Et kollegium og Højesteret bestod af 8–12 medlemmer med en præsident i spidsen. Det skulle behandle kongens eller deres egne forslag, hvorefter kongen skulle tage stilling til dem. For Højesterets vedkommende skulle mindst halvdelen af medlemmerne være adelige og resten kyndige borgerlige.
Da det nye statsapparat var på plads, udsendte kongen 10. januar 1661 aktstykket enevoldsarveregeringsakten, der dannede grunden for det nye enevældsstyre. Aktstykket var udformet som et forpligtelsesbrev, som de adelige og repræsentanter fra borgerskabet og de gejstlige underskrev af egen fri vilje og uden kongelig tilskyndelse hyldede og bekræftede Hans Kongelige Majestæt som een absolut og suveræn arve herre... Med denne underskrevne akt var Danmark ligesom visse andre europæiske lande blevet en enevældig stat. Nogle få ikke indflydelsesrige adelige skrev ikke under, men det betød ikke noget, og enevælden varede de næste 187 år. Den 24. juni udstedte Frederik 3. de tre stænders privilegier. Adelen beholdt deres rettigheder over bønder og gods, men mistede alle politiske beføjelser. Borgerskabet fik skattelighed med adelen og adgang til embeder. Til gengæld var der ingen provinsborgermøder eller selvstyre til købstæderne. Kongen ville selv sørge for, at købstæderne fik råd og borgmestre. Ligeledes var Københavns privilegier fra 1658 skrumpet betydeligt ind. Der var kun stabelretten tilbage. De gejstliges privilegier var uændrede. Året efter blev lensvæsenet ophævet og lenene omdøbt til amter med kongeligt udnævnte og fastlønnede amtmænd i spidsen. Amtets økonomiske forvaltning blev varetaget af en amtsskriver, senere kaldt amtsforvalter.
Saneringen af rigets gæld stod tilbage. Kreditorerne var mange, men penge var der ingen af, og kongens rådgivere besluttede at nedskrive eller slippe af med gælden ved at overlade store dele af kronens gods til kreditorerne. Ofte satte de prisen per tønde hartkorn så højt, at kreditorerne ikke fik meget for de penge, de havde til gode. Men valget stod mellem det eller ingenting. De største kreditorer fik så store godsejendomme, at de kunne opnå adelskab. Udlæggene gjorde et stort indhug i krongodset, så fra at have udgjort omkring halvdelen af jordegodset før enevælden udgjorde det kun lidt over en fjerdedel i 1688.
Frederik 3. underskrev 14. november 1665 Kongeloven, der markerede overgangen fra adelsvælde til enevælde. Kongeloven var udarbejdet af kongens sekretær Peder Schumacher og bekræftede, at "kongen var det ypperste og højeste hoved her på jorden over alle menneskelige love...". Han skulle kun svare til Gud, og de eneste indskrænkninger i hans magt var, at han skulle tilhøre den evangelisk-lutherske kirke og ikke måtte formindske riget; bestemmelser der går igen i Danmarks Riges Grundlov. Riget ønskedes udelt, og derfor indeholdt loven en del paragraffer, der præcist fastslog forholdene ved kongens død, hvis der ikke var en voksen søn, der kunne efterfølge ham. Netop derfor var Kongeloven ligeså meget en arvelov som en grundlov for enevælden, i øvrigt den eneste i verden. Reelt var der kun tre grænser for kongemagtens beføjelser: "Den augsburgske trosbekendelse, dvs. den lutherske tro, skulle forblive det religiøse grundlag, riget måtte ikke opdeles, og Kongeloven - og dermed arvefølgen - kunne ikke ændres."  Loven blev til dels udarbejdet, fordi man ønskede at fjerne den følelse af militærkup, som mange nærede ved indførelsen af arveriget og enevælden. Selve loven blev først trykt og offentliggjort 1709, sikkert fordi dens ordlyd ville have misfornøjet modstanderne af enevælden. Statsomvæltninger af denne type fandt sted i mange europæiske lande, men var i Danmark mere gennemgribende med afskaffelsen af det magtfulde rigsråd og andre politiske organer, der var uafhængige af kongen.
Frederik 3. døde den 9. februar 1670, og hans søn Christian 5. var automatisk ny arvekonge og enevoldsherre. Ved kroningshøjtideligheden den 7. juni 1671 i Frederiksborg Slotskirke satte kongen selv kronen på hovedet, inden han blev salvet af Sjællands biskop.
Ledelsen af riget blev omorganiseret under den nye konge. Sammen med Ulrik Frederik Gyldenløve, Norges statholder siden 1664, og Frederik Ahlefeldt, Slesvig–Holstens statholder siden 1663, overtog Peder Schumacher, fra 1671 adlet som Griffenfeld, ledelsen af monarkiet. Statskollegiet blev afløst af gehejmekonseilet, der blev landets øverste myndighed. Det bestod af kongen selv og de seks øverste embedsmænd og med Griffenfeld som sekretær. Christoffer Gabel, der havde nydt Frederik 3.s gunst, mistede al indflydelse. Under Christian 5. udviklede enevælden sig til et ministerielt styre.
For at styrke sin position som enevældig konge over for den gamle adel indførte Christian 5. i 1671 et nyt adeligt rangsystem. Godsejere, der besad mindst 2.500 tønder hartkorn, kunne blive greve mens de, der kun havde 1000, måtte nøjes med at blive friherre (baron). Enhver, der havde anførte ejendom og var i kongens nåde, kunne opnå disse titler uanset tidligere social position. Til titlerne var knyttet en række fordele som udstrakt skattefrihed og retsmyndighed inden for godsets område. Disse fordele fik mange gammeladelige til at skifte til den nye rangklasse trods deres foragt for de nye borgerlige grever og baroner. De nye greve- og friherregodser var i modsætning til de gammeladelige udelelige og måtte hverken deles eller sælges, men skulle arves af den førstefødte søn. Var der ingen arvinger, tilfaldt godset kronen.

## Skånske Krig
Christian 5. ønskede inderligt at vinde sin fars tabte landsdele tilbage. I 1673 indgik Danmark en forsvarstraktat med Forenede Nederlande, der året før var blevet angrebet af Frankrig, som igen var allieret med Sverige. Det betød, at han nu skulle slutte sig til krigen, hvis en af Frankrigs forbundsfæller gik i krig mod Nederlandene. Det blev et svensk angreb på Brandenburg, som Danmark også havde søgt en alliance med, der udløste krigen. Griffenfeld, der var blevet rigskansler i 1673 og som havde skubbet både kongen og sine to medregenter til side, ønskede at mægle. Han frygtede, at Danmark ved at støtte Brandenburg ville komme i modsætning til Sveriges allierede, Frankrig, der var Europas stærkeste militærmagt. Men et svensk nederlag til kurfyrst Frederik Wilhelm af Brandenburg betød, at Christian 5. blev vundet for den del af statsrådet, der ønskede en krig.
Han angreb først Gottorp Slot, hvor hertugen blev taget til fange og tvunget til at overgive tropper og fæstninger til Danmark. Danmark angreb derefter Svensk Forpommern, og i december blev Wismar belejret. Byen blev indtaget den 16. december og erklæret som dansk besiddelse, og flere tyske fyrstedømmer erobrede Bremen, hvor Danmark fik den vestlige del under administration.
Griffenfeld var fortsat i forbindelse med franskmændene for at undgå en direkte modsætning til Frankrig. Griffenfelds fjender fik fat i et af hans breve og bragte det til kongen, der 11. marts 1676 fængslede Griffenfeld. Han blev dømt til døden, men blev på retterstedet benådet til livsvarigt fængsel. De krigsglade kræfter i statsrådet havde nu frit spil til at påvirke kongen.
I april erobredes Gotland, og den 1. juni blev den svenske flåde slået af en forenet dansk-nederlandsk flåde ud for Øsel. Den 27. juni landsatte Danmark tropper ved Ystad, der straks blev indtaget. To dage efter belejredes Helsingborg, der straks overgav sig. Den 11. juli faldt Landskrona, og en blokering af Malmø indledtes, mens hovedstyrken marcherede mod Kristianstad, der blev indtaget natten mellem 14. og 15. august. Snart var alle de tabte østdanske landsdele, Skåne, Halland og Blekinge, generobret.
Som under Karl Gustav-krigene (1657–60) dukkede snaphanerne op. De havde stor tilslutning, da de fleste af almuen i området var utilfredse med de byrder, de nye svenske herrer havde pålagt dem. Den danske hærledelse søgte med skiftende held at organisere størstedelen af dem i friskyttekorps under ledelse af officerer. Svenskerne var presset, men efter en mindre sejr i Halland omorganiserede den svenske kong Karl 11. sine tropper, og den 4. december 1676 angreb han med 8.000 mand danskernes 11.000 uden for Lund. Det blev det hidtil blodigste slag i danmarkshistorien med omkring 5.000 danske og 3.000 svenske faldne. Det blev et dansk nederlag, men Christian 5. proklamerede, at hans tropper havde vundet en strålende sejr.
Krigen betød store byrder for baglandet, der dårligt var kommet sig over krigene i 1657–60. Der kom formueskatter, skat på ildsteder, på kvæg, korn- og flæskeydelser og tvangsleverancer af hø, halm, havre og heste til rytteriet. Tvangsindkvarteringer plagede både bønder og borgere, og dertil kom soldaterudskrivningerne, der fik mange til at stikke af, før de militære myndigheder kunne få fat i dem.
Krigen fortsatte, og i juni 1677 stormede danske tropper Malmø. De led nederlag. Svenskerne pønsede nu på med flåden, dels at afskære de danske tropper i Skåne fra Sjælland, dels at komme en nederlandsk hjælpeflåde i forkøbet, inden den kunne forene sig med den danske og til slut at landsætte tropper på Sjælland. Det lykkedes en dansk flåde under kommando af Niels Juel 1. juli ved søslaget i Køge Bugt at splitte den svenske flåde og sænke 20 af dens skibe. Denne sejr betød, at svenskerne ikke længere dominerede Østersøen og var formentlig afgørende for, at Danmark ikke tabte krigen. Efter en række sammenstød som et angreb fra Norge ind i Sverige og en besættelse af Rügen, satsede danskerne på at komme Kristianstad til undsætning, men det mislykkedes, og byen og fæstningen måtte overgive sig til svenskerne 4. august 1678. Danskerne erkendte nu, at de ikke kunne fastholde Skånelandene og valgte at bruge den brændte jords taktik. Landsbyer og afgrøder gik op i flammer, da den danske hær rykkede tilbage. Det gavnede næppe danskernes popularitet hos skåningerne. Derimod havde danske og brandenburgske tropper held til at erobre Rügen, Stralsund og Greifswald. Ved fredsforhandlinger i juni 1679 havde svenskerne udover de førnævnte byer mistet Gotland, Bremen, Verden, Helsingborg, Landskrona og dele af Bohus len. De svenske og danske forhandlere i Lund kunne ikke enes, så Ludvig 14. dikterede fredsbetingelserne. Formelt opfordrede Christian 5. ham til det, men den reelle årsag var, at den franske konge havde sendt tropper til Tyskland og tvunget Brandenburg til fred. Den 23. august 1679 blev freden i Fontainebleau sluttet mellem Danmark og Frankrig, der påtog sig at repræsentere Sverige. Danmark kunne ikke beholde noget som helst af det erobrede: alt skulle være som før krigen. Sverige skulle godkende fredsaftalen senest tre måneder efter indgåelsen. Selv om Sverige ikke tabte noget med den indgåede fredsaftale, fandt svenskerne det ydmygende, at den franske konge handlede på deres vegne. Den svenske regering udnyttede det til den 25.–26. september at slutte fred med Danmark i Lund og samtidig slutte et forsvarsforbund med Danmark. De to lande lovede ikke at blande sig i hinandens indre anliggender og ikke at slutte forbund med andre uden den anden parts vidende og samtykke.

### Det gottorpske spørgsmål
Danmark vendte nu øjnene mod Gottorp, for den franske konge havde lovet ikke at blande sig i forholdet mellem Gottorp og Danmark. I 1682 kom det endda til Griffenfelds gamle kongstanke: en alliancetraktat mellem de to lande, hvor Danmark anerkendte Frankrigs ekspansion i Tyskland, mens Frankrig gav Danmark frie hænder i forholdet til Gottorp. Trods svenske krigstrusler, der blev dæmpet af en fransk flådes tilstedeværelse i Østersøen, blev den gottorpske del af Slesvig i 1684 indlemmet i kongelige dele, og danske tropper besatte hele hertugdømmet. Året efter blev Christian 5. hyldet af de slesvigske stænder, der anerkendte indlemmelsen.
Som holstensk hertug angreb Christian 5. i 1686 Hamborg, som han mente at hævde overhøjheden over. Hamborg fik støtte fra den tyske kejser, Brandenburg og en række andre tyske fyrster. Angrebet på hansestaden blev en fiasko, og tilskyndet af Sverige blev det gottorpske spørgsmål taget op igen. Efter forhandlinger blev den gottorpske hertug i 1689 fornyet alle de rettigheder, han havde haft før indlemmelsen i 1684.
Men det gjorde ikke en ende på Christian 5.s bestræbelser for at løse problemet, og han angreb de gottorpske dele af hertugdømmerne i 1697, da han mente, at svenskerne var svækket pga. Karl 11.s død. Hans begrundelse var, at gottorphertugen havde bygget fæstningsværker vendt mod Danmark. Danske tropper erobrede fæstningsværkerne og ødelagde dem. Danmarks skiftende allierede tog alle afstand fra angrebet, og den nye svenske konge, Karl 12., lod endda i 1698 sin søster ægte Frederik 4. af Gottorp og gjorde ham til øverstkommanderende over de svenske styrker i Nordtyskland.
Konflikten med Gottorp og Sverige blev skærpet yderligere, da Danmark sluttede forbund med August, konge af Polen og kurfyrste af Sachsen. Danmark søgte ligeledes at få zar Peter den Store med i alliancen. Det fik gottorperne til at føle sig truet, og de fik i juli 1699 svenske tropper til at komme sig til undsætning. Christian 5. døde midt i denne krise, og hans søn Frederik 4. fortsatte hans politik. I november samme år gik Rusland med i det dansk-polske forbund. Da forbundsfællen Polen-Sachsen angreb de svenske stillinger i Livland i foråret 1700, erobrede danskerne det meste af det gottorpske Slesvig. De to stormagter, England og Frankrig, ønskede ikke magtbalancen i Østersøområdet forrykket, og en engelsk-hollandsk flåde viste sig i Øresund og ankrede op ved Hven, mens en svensk flåde nærmede sig fra syd. Den danske flåde forsøgte forgæves at forhindre de to flåder i at forene sig, men måtte søge ly ved Kastellet i København. Den 4. august 1700 dækkede den fjendtlige flåde en overførsel af en svensk hær under ledelse af Karl 12. fra Skåne til Humlebæk. Da det meste af den danske hær befandt sig i Slesvig, forberedte København sig på et stormangreb. Redningen kom, da den danske konge og hertugen af de gottorpske områder satte sig til forhandlingsbordet. Stormagterne ønskede ikke, at svenskerne fik overtaget i hele området, så efter at forhandlingerne var indledt, nægtede de at støtte Karl 12., der trak sig tilbage fra Sjælland. Den 18. august sluttedes freden i Traventhal; den danske konge lovede at respektere hertugen af Gottorps rettigheder.

## Det regulerede samfund
Den skånske krig blev en dyr affære for Danmark, og 1680'erne var fuld af skatter. Godsejere med under 200 tønder fæstegods blev også ramt, selvom de havde været fritaget siden 1670. Det betød, at en del af disse godsejere måtte opgive deres ejendom, hvilket gav plads til dem, som havde skaffet sig så meget bøndergods, at de kom over 200-tønder grænsen. Der opstod en storgodsejerklasse, der kom til at besidde og koncentrere mere jord end den gamle danske adel nogensinde havde haft, og pga. krongodsudlæggene ejede de også en større andel af Danmarks jord. Skattegrundlaget for staten blev mindre, fordi gårde og hele landsbyer blev lagt øde; derfor voksede byrden for de tilbageblevne. Da det ikke gik godt i landbruget, blev skatterestancerne større, og det ramte de skattefrie godsejere. Forudsætningen for at få skattefrihed var nemlig, at godsejeren hæftede for bøndernes skatter og kunne de ikke betale, måtte godsejeren gøre det. Blandt de godsejere, der kom i klemme, var flere af de statskreditorer, som efter 1660 var blevet godsejere ved krongodsudlæggene. Samtidig nedsatte staten i slutningen af 1670'erne og starten af 1680'erne en revisionskommission, der fik til opgave at undersøge pengeudlånernes og storleverandørenes transaktioner før og omkring 1660. Denne undersøgelse viste, at staten var blevet snydt, og flere af de tidligere så magtfulde statskreditorer måtte betale mange tusinde rigsdalere tilbage- De, som ikke var i stand til det, fik deres gods konfiskeret.
Staten brugte mange penge, hvoraf militæret slugte størstedelen af indtægterne. Den blev igen til en kostbar hvervet hær. Et mislykket forsøg på at bruge en del af krongodset som ryttergods – hvor bonden, mod nedsættelse af sædvanlige afgifter, stillede som rytter eller forsørgede en stedfortræder – blev efter Den Skånske Krig afløst af en pengeafgift. Ligeledes blev adelens rostjeneste afløst af kontant betaling. Selv efter alle disse tiltag kom der først styr på finanserne i 1690'erne.
Konsolideringen af enevælden kørte videre på trods af de økonomiske problemer. Da staten ønskede et ensartet grundlag for jordbeskatning, opmåltes al jord og vurderedes ud fra gårdenes størrelse, jordens frugtbarhed og græsningsarealernes værdi. Resultat blev matriklen af 1688, der var det første gennemarbejdede grundlag for en årlig beskatning.
Frederik 3. havde i 1661 nedsat en kommission, som skulle udarbejde et lovkompleks for hele landet. Dette arbejde kom til at tage over 20 år og medførte Danske Lov fra 1683. Den var hovedsagelig en opsamling af de mest brugbare dele af de tidligere landskabslove. I strafferetten byggede den på mosaisk rets grundtanke, øje for øje og tand for tand. Nyt var de hårde straffe til dem, der begik majestætsfornærmelse. Således blev alle handlinger, der "ville bringe nogen forandring i kongens absolutte arveregering", herunder anti-enevældig propaganda, anset for majestætsforbrydelser og skulle straffes med afhugning af hånd, halshugning og hjul og stejle. Danske Lov indeholdt også en trolddomsparagraf, selv om heksebrændinger siden starten af århundredet var faldet drastisk. Den sidste fandt sted i 1693.
Staten forsøgte også at skaffe sig magt over lavene, og i 1681 blev alle lav således afskaffet, da staten udarbejdede fælles regler for de samme håndværk over hele landet.
År 1700 kunne kongen afskaffe en forvirring i tidsregningen ved sammen med de fleste andre protestantiske nationer at indføre den mere præcise gregorianske kalender i stedet for den julianske kalender. For at rette op på skævheden i den julianske kalender, slettedes dagene mellem 18. februar og 1. marts i 1700.
Frederik 4. foretog en del ændringer efter sin tronbestigelse i 1699. Bl.a. blev bøndernes aflønning af karle og tjenestefolk i lønnesæd forbudt, da den kunne svække fæstebøndernes evne til at svare landgilde og skat. Aflønningsmetoden fortsatte dog langt ind i 1800-tallet.
I 1701 oprettedes landmilitsen, der skulle nedbringe de store udgifter til den lejehær, Danmark havde. For hver tyve tønder hartkorn skulle der stilles en karl til militsen. Han skulle hver søndag efter kirke træne i eksercits og våbenbrug på en egnet plads bag kirken. Godsejeren, der havde magten til at bestemme hvilke karle der skulle deltage i militsen, fik et nyt våben mod bønderne, da opsætlige karle kunne trues med deltagelse i militsen.
Ikke alle beslutninger var lige dårlige for bønderne. I 1702 blev vornedskabet på de østdanske øer ophævet for drengebørn født efter tronbestigelsen i 1699. Et forsøg på at komme fattigdommen til livs med en fattiglov i 1708 virkede ikke. Ifølge loven skulle der betales en skat til præsterne, som så skulle hjælpe dem, som ikke kunne sørge for sig selv. Men da præsterne ikke fik magtmidler til at inddrive skatterne, løb forsøget ud i sandet. Endnu et forsøg i 1730'erne lykkedes heller ikke.

## Den Store Nordiske Krig
Sverige ansås ikke kun som en nabo, som man måtte kunne forsvare sig imod; Danmark havde også offensive planer bl.a. for at genvinde de tabte landsdele i Sydsverige og fravriste Sverige sin stormagtsposition. I 1709 opstod en gunstig situation, da Frederik 4. på vej hjem fra Italien aftalte et militærforbund vendt mod Sverige med kurfyrst Friedrich August 1. af Sachsen, der var blevet afsat som Polens konge i 1704 efter svenskernes erobring af landet. Kongen af Preussen lovede at forhindre svenskerne i at marchere igennem hans land, og da Frederik 4. vendte hjem til København, forsøgte han at få Rusland til at tilslutte sig forbundet. Et afgørende kapitel kom dog, da russerne, som Karl 12. havde åbnet et felttog imod i 1707, på egen hånd knuste den svenske hovedhær i Slaget ved Poltava 28. juni 1709 (8. juli efter dansk tidsregning). Efter det lykkedes det Friedrich August at generobre Polen, og den sårede Karl 12. måtte flygte til Tyrkiet, hvor han blev de næste fem år.
Den danske gesandt i Stockholm meldte, at svenskerne var villige til enhver rimelig indrømmelse for at bevare freden, men danskerne ønskede i stedet at benytte den gunstige situation til at erklære krig mod Sverige. 12. november 1709 gik den danske hær i land lidt syd for Helsingborg med 15.000 mand. Svenskerne trak sig uden sværdslag tilbage mod øst og snart var størstedelen af Skåne og Blekinge på danske hænder. Den danske hær var bedre udrustet og trænet end den svenske hær, men det lykkedes den svenske generalguvernør Magnus Stenbrock at lokke danskerne ud af deres taktisk fordelagtige stillinger. De danske styrker tabte herefter slaget ved Helsingborg 10. marts 1710 og måtte i al hast forlade Skåne igen. 5.000 heste blev stukket ned for ikke at skulle falde i fjendens hænder, og på kun fem dage var alle danske soldater ude af Skåne, mens al proviant og materiel var blevet efterladt. Da det var den øvede felthær, der havde lidt nederlag og et stort tab, betød det, at landmilitsens soldater fra da af blev stukket ind rundt omkring i den regulære hær, og bondesoldaterne måtte gøre resten af krigen med. Den 4. oktober samme år angreb svenskerne den danske flåde ved Køge Bugt, og selv om svenskerne blev nødt til at afbryde slaget grundet stærk blæst, lykkedes det at skyde det 94 kanoner store linjeskib Dannebroge i brand, og da ilden nåede krudtkammeret, sprang skibet og den 550 store mand besætning i luften.
Befolkningen var også hårdt ramt af krigen, der blev finansieret ved forhøjelse af skatten på landbrugsjord og indførelse af skat på den hidtidigt skattefrie hovedgårdsjord, samt tvangsudskrivninger på heste og havre. I 1711 ramte endnu en tragedie København i form af byldepest. Mere end 20.000, en tredjedel af indbyggerne, døde af den orientalske byldepest, der havde bredt sig igennem Europa fra Istanbul og nået Helsingør året før. Det blev den sidste pestepidemi i Danmark.
I Nordtyskland fortsatte krigen for Danmarks vedkommende. Den nye svenske øverstkommanderende i Svensk Forpommern, Magnus Stenbock, landsatte 24. september 1712 en undsætningshær på 10.000 mand på Rügen, så den svenske hær her kom op på 16-17.000 mand. Da vejen mod øst var spærret af en russisk-sachsisk hær, marcherede hæren imod Karl 12.'s ordrer mod vest ind i Mecklenburg og stødte 20. december sammen med en dansk hær på 12.000 mand ved Gadebusch. Den danske hær led nederlag, og de allierede russisk-sachsiske styrker rykkede nu mod vest for at komme Danmark til undsætning. Da Stenbock nu var fanget mellem to hære, besluttede han at gå direkte mod Danmark i den tro, at russerne og sachserne ville forblive i Pommern. Omkring nytår 1713 overskred Stenbocks tropper grænsen til Holsten, skarpt forfulgt af de russisk-sachsiske styrker. 9. januar brændte svenskerne Altona ned til grunden, hvorefter de kæmpede sig videre til den gottorpske fæstningsby Tønning, hvor de blev sluppet ind. En belejring af fæstningen fik Stenbocks soldater til at overgive sig i maj, mens selve fæstningen holdt ud til 7. februar året efter. Ved indtagelsen af fæstningen fik danskerne fat på den gottorpske administrator Christian Augusts ordre til at lade svenskerne slippe ind i Tønning i 1713. Det blev senere brugt som bevis på, at de gottorpske landsdele ikke har forholdt sig neutrale i krigen. Desuden betød det, at Danmark fik held til at undertegne forbundstraktater med Hannover-England og Preussen, hvori Danmark blev garanteret besiddelse af de gottorpske dele af Slesvig mod at deltage i et fælles felttog mod Karl 12.s tropper i Stralsund. Dette felttog endte med et overvældende nederlag til de svenske tropper, og Karl 12., der med nød og næppe undslap Stralsund kort før byens kapitulation, rettede nu blikket mod Norge for at genvinde det, han havde mistet i Tyskland. Efter flere forfejlede belejringsforsøg i 1716, bl.a. på grund af Tordenskjolds angreb på den svenske transportflåde, opgav svenskerne forsøgene. Men i 1718 indledte den russiske zar Peter den Store, særforhandlinger med Sverige om en fred. Dermed fik Karl 12. ryggen fri til endnu et angreb på Norge. Den svenske hær, med Karl 12. i spidsen, gik frem mod fæstningen Fredriksten og erobrede 8. december 1718 det fremskudte fort Gyldenløve. Situationen ændredes helt 11. december, da Karl 12. i en løbegrav foran fæstningen blev ramt af en kugle og døde på stedet. Den svenske hær startede straks en tilbagetrækning, og i juli 1719 lykkedes det Tordenskjold at erobre Marstrand og Carlstens fæstning, som blev et pant i fredsforhandlingerne med Sverige året efter. Freden blev dikteret af England og Frankrig ved freden i Frederiksborg 3. juli 1720. Danskerne skulle rømme de holstenske dele af Gottorp, men fik lov at beholde de slesvigske dele. Sverige skulle betale 600.000 rigsdalere for at få de erobrede områder tilbage, idet stormagterne ikke ville lade Danmark-Norge beholde dem. Desuden måtte svenskerne opgive den toldfrihed, de havde haft i Øresund siden freden i Brömsebro i 1645.

## Den fredelige periode

### Stavnsbåndet
Efter krigen forsatte kongemagten med at prøve at få indflydelse på landbosamfundet. Således blev godsejerne pålagt at føre retsgyldige fæsteprotokoller, der så kunne påvise, hvad der var blevet aftalt parterne imellem. Desuden blev det forbudt at sætte landgildet op i fæstets løbetid. Det betød, at godsejerne måtte finde andre måder at få større udbytte ud af deres jord. Det kunne bl.a. gøres ved at sætte indfæstningssummen i vejret eller ved at kræve mere hoveri af fæstebønderne, da omfanget af hoveriet næsten aldrig fremgik af fæstekontrakterne.
I krongodsets 12 distrikter blev der mellem 1721-27 opført omkring 250 rytterskoler til almuens børn. Kredsen omkring kongen og enkelte storgodsejere fulgte senere dette eksempel, men der manglede stadig en ensartet skolegang.
En af Christian 6.s første handlinger som ny konge var, 30. oktober 1730, at ophæve landmilitsen, en beslutning der dog var alt andet end populær hos godsejerne. Da frigørelsen fra vornedskabet også var slået igennem, betød det, at hæren og godsejerne mistede kontrollen over bondebefolkningen og begyndte at få kongen til at give dem midler til at få henholdsvis fæstebønder og soldater.
1730'erne bar imidlertid præg af en afsætningskrise i landbruget, og kornpriserne kom helt i bund. Det betød, at det blev almindeligere, at mange bønder måtte gå fra deres gårde, samtidig med at hærens ledelse klagede over mangel på mandskab og materiel. Derfor blev det i 1733 besluttet at genindføre landmilitsen. Nu skulle godsejerne stille med en soldat for hver 60 tønder hartkorn, hvilket svarede til 10-12 gårde. Det gav landmilitsen en størrelse på omkring 5.000 mand, og statsmagt og hærledelse fik hvad de ønskede. Til gengæld blev stavnsbåndet indført med en bestemmelse om, at alle drenge og mænd mellem 18 og 36 år ikke måtte forlade deres fødegods. Det blev udvidet til at gælde fra det 14. år i 1735.
Afsætningsproblemerne for korn blev bl.a. løst ved at rejse høje toldmure mod udenlandsk korn. Senere blev det ændret til et importforbud for korn til Danmark og det søndenfjeldske Norge. Det fik priserne i vejret, og øgede den norske modstand mod unionen, og flere gange måtte der dispenseres for forbuddet pga. fejlslagen høst. Forbuddet blev først ophævet i 1788.
Trods de stigende kornpriser blev antallet af udskrevne mænd i 1741 øget til 7.500 mand, svarende til at der blev stillet en soldat for hver 40 tønder hartkorn. Året efter blev stavnsbåndet udvidet til at gælde alle drenge og mænd mellem ni og 40 år. Alligevel vandrede mange bønderkarle fra landsdel til landsdel eller til byerne, da godsejerne selv skulle opspore og hjembringe dem, der brød stavnsbåndet.

#### Fripas
Godsejeren kunne tjene på de bønder, han ikke havde brug for ved at sælge dem et såkaldt fripas.

### Økonomiske kursændringer
De dårlige tider fik regeringen til at hjælpe byerhvervene til vækst. I Bergen anlagde den et Grønlands Kompagni, der havde kongeligt privilegium til handel med den fjerne provins, som havde levet i glemsel i over 300 år. Kompagniet gik hurtigt fallit, og det blev den norske præst Hans Egedes missions- og handelsvirksomhed, som genetablerede forbindelsen med Grønland, da han og hustruen i 1721 indledte 15 års missionsvirksomhed i Godthåb. Det blev starten til den senere opblomstring af handelen med Grønland i 1700-tallet. I 1732 genoprettedes det i 1670 lukkede Ostindisk Kompagni som Asiatisk Kompagni, og det fik eneret på handelen med Indien og Kina indtil 1772. Vestindisk-guineisk Kompagni fik et 20-årigt monopol på raffinering og salg af sukker i Danmark-Norge, og den nyerhvervede ø Sankt Croix blev hurtigt tilplantet med sukkerrør. Arbejdskraften var slaver indkøbt fra private redere.
Et andet forsøg på at gøre sig uafhængig af landbruget var oprettelsen af General Landets Økonomi og Kommerce Kollegium, der skulle fremme den militære fabriksproduktion og tekstilmanufakturerne. Det skete ved at indkalde udenlandske specialister samt ved at skaffe billige råvarer og indføre importforbud og monopoler. De velstående københavnske købmænd fik i 1736 koncession på oprettelsen af den første danske bank, Kurantbanken, der bl.a. skulle finansiere handel og industri. Staten oprettede året efter også General-Magasinet, som skulle hjælpe de mange nye tekstilmanufakturer ved at centralisere indkøb af råvarer og salg af det færdige klæde.
Christian 6. selv brugte en del penge, da han 1732-42 opførte Christiansborg. Han lod ved indvielsen i 1740 slå en mønt med en latinsk indskrift, der lod vide, at kongen havde bekostet byggeriet af egne midler bl.a. Øresundstolden og "uden at afpresse sine undersåtter en eneste skilling".

### Pietisme og kontrol med samfundet
Frederik 4. og hans hof blev påvirket af den pietistiske vækkelsesbevægelse, der byggede på den enkeltes inderlige fromhed og gudsfrygt samt indre og ydre mission. Derfor blev de første lutherske missionærer sendt af sted til Trankebar, og 1714 blev Missionskollegiet, der skulle varetage evangeliets forkyndelse, oprettet. For at fremme den inderlige fromhed interesserede pietisterne sig for børneopdragelse og oprettede rytterskolerne fra 1720 samt i 1727 Vajsenhuset i København som hjem for forældreløse børn.
Desuden kom en kongelig sabbatforordning i 1730, der foreskrev, at ingen måtte udeblive fra søndagsgudstjenesten, og skete det, vankede der bøder. I gentagelsestilfælde kunne synderen sættes i halsjern eller gabestok uden for kirken til spot og spe for resten af menigheden. Lystighed og selskabelighed på helligdage blev forbudt under Frederik 4., men det var specielt under efterfølgeren Christian 6., at pietismen virkelig slog igennem.
I 1735 opstod under pietismens fremmarch en åndelig borgerkrig i København, og byens prædikestole genlød af skænderier mellem ortodokse præster, som satte den i det ydre korrekte tro i højsædet, og de pietistiske, der ønskede statsreligionen ændret og appellerede til den enkeltes inderlige kristentro. Det bragte den enevældige kongemagt i et dilemma, da den både sympatiserede med pietisternes religiøse budskaber og ønskede, at den autoritetstro, som den ortodokse kirke stod som garant for, blev bevaret. I 1706 havde regeringen forbudt de private religiøse forsamlinger som pietisterne afholdt, men nu forbød den også de ortodokses angreb på pietismen. Det skete samtidig med, at øvrigheden holdt øje med, at pietismen i Danmark blot blev en fornyet statsreligion, der fortsat havde præsten og kirken som autoriteter, og at de mere radikale former af pietismen ikke bredte sig.
Anderledes gik det, da regeringen 13. januar 1736 indførte konfirmationen for alle landets kristne indvånere og forlangte, at de skulle have læst og lært deres katekismus, inden de bekræftede deres dåb. Det krav var både i pietismens og kongemagtens interesse, da det først var efter konfirmationen, at de unge fik ret til at træde ind i de voksnes samfund. Dermed blev indskærpelsen af kristendommens grundlæggende bud en betingelse for, at den enkelte kunne blive opfattet som et medlem af samfundet. Desuden medvirkede kravet om læsning af katekismen til udbredelsen af læsefærdigheden.
Året efter fulgte endnu en ensretning af den katekismusforklaring, børnene skulle kunne: Biskop Erik Pontoppidans Sandhed til Gudfrygtighed, udi en enfoldig Forklaring over M. Luthers liden Katekismus udkom, og det blev præsterne pålagt udelukkende at bruge den og Luthers lille Katekismus i deres konfirmandundervisning. Pontoppidans værk var i høj grad præget af pietismen – med dens vægt på den enkeltes tro – og statsmagtens ønske om, at autoritetstroen ikke måtte forsømmes. Børnene blev indøvet i de rigtige samfundsnormer ved at lære Pontoppidans spørgsmål og svar udenad.
En stor hindring for udbredelsen af den rette lære til den enkelte var den store forskel på, om børn kom i skole og fik lært at læse. Da læsefærdigheden hos børn og unge blev undersøgt efter indførelsen af konfirmationen, var resultatet alt andet end tilfredsstillende. Derfor kom 23. januar 1739 den store forordning om skolerne på landet, der indførte undervisningspligt for alle børn. Desværre fulgte staten ikke op med penge, og det blev medlemmerne af landbosamfundet, der skulle betale. Da der var landbokrise, strømmede det ind med protester fra godsejerne på deres egne og bøndernes vegne. Det betød, at statsmagten 29. april året efter måtte ophæve forordningen. I de næste 50 år var det op til den enkelte godsejer, om der skulle oprettes skoler på landet. Der blev oprettet over tusind skoler inden landboreformerne i slutningen af århundredet.
De stærkt pietistiske strømninger blev yderligere holdt nede, da statsmagten i 1741 forbød de religiøse forsamlingsmøder, som sognepræsten ikke havde tilladt eller kunne være til stede ved.

## I diplomatisk strid med Sverige
I 1734 ændredes den politiske situation i Sverige sig, da det russisk-fjendtlige parti Hattene fik flertal i den svenske riksdag. Hattene ønskede en hurtig revanchekrig mod Rusland for nederlaget i Den Store Nordiske Krig. For at holde ryggen fri blev Danmark tilbudt en femtenårig dansk-svensk forsvarsalliance, hvori Sverige til gengæld garanterede den danske konges besiddelse af Slesvig. Danmark slog til, ikke mindst i håbet om at den svenske trone ved den nært forestående tronledighed kunne tilfalde Christian 6. eller et medlem af hans slægt.
Efter Den Store Nordiske Krig havde England og Frankrig stået sammen om at garantere Danmarks besiddelse af Slesvig, men forholdet de to lande imellem havde udviklet sig i en ny retning, og i 1720–40 var England Danmarks nærmeste udenrigspolitiske allierede, men da Frankrig og England endte på hver sin side under den østrigske arvefølgekrig (1740–48), benyttede Danmark situationen til at slutte sig til Europas stærkeste magt, Frankrig, der samtidig tilbød større årlige subsidier end England (siden 1743). Kongen havde allerede i 1740 accepteret et alliancetilbud fra Frankrig, men satte først sit navn under aftalen, da en treårig engelsk alliancetraktat udløb 14. marts 1742. Frankrig fornyede på deres side garantien omkring den gottorpske del af Slesvig. For Danmark var den store fordel, at der var tale om en dansk-fransk-svensk alliance, da Danmark herigennem kunne forsøge at opnå en afspænding til naboen.
I 1743 blev visse militskompagnier igen indsat i de hvervede kompagnier, da det nu trak op til en krig mod Sverige. Baggrunden var denne gang kampen om arvefølgen i Sverige. Sverige havde i 1741 indledt den revanchekamp mod Rusland, Hattene havde ønsket i 1740, og krigen var endt med Ruslands besættelse af Finland. Som betingelse for at trække sig tilbage forlangte Ruslands kejserinde Elisabeth, at Sverige valgte hendes nevøs fars fætter, den gottorpske Adolf Frederik, til tronfølger. Svenske bønder ønskede hellere en nordisk union, og med danske pengemidler i ryggen udpegede deres riksdagsrepræsentanter den danske kronprins Frederik til tronfølger. For at sætte magt bag bøndernes krav drog omkring 5.000 dalkarle ind i Stockholm. De øvrige stænder ville imidlertid ikke miste Finland og fik med militærets hjælp nedkæmpet dalkarlene og gennemtrumfet valget af Adolf Frederik. Danmark prøvede at få et tåleligt forhold til Rusland som modvægt til truslen fra Sverige. Det blev dog besværliggjort, da Rusland siden Peter den Store havde støttet den gottorpske hertugs krav om genindsættelse på hans slesvigske områder. Faren for en svensk-russisk alliance blev endda større i 1742, da Elisabeth af Rusland kaldte sin nevø, den gottorpske hertug Carl Peter Ulrich, til Rusland for at gøre ham til sin efterfølger. Med gottorpske hertuger på både den svenske og russiske trone udslettedes ethvert håb om en snarlig løsning på det gottorpske problem. Danmarks redning blev Hattene i Sverige, der havde stor magt i Sverige og stadig ønskede en krig mod Rusland, så Danmark og Rusland indgik i 1746 en femtenårig forbundstraktat, der garanterede hinandens territorium. Rusland erklærede desuden, at det ikke ville tillade en svensk konge at blive hertug i gottorpsk Holsten.
Samme år indgik Danmark en traktat med barbareskstaten Algier for at udvide sin handel i Middelhavet. Uden en aftale kunne skibe blive opbragt og mandskabet gjort til slaver. Staten havde oftest løskøbt mandskabet med midler indsamlet i kirkerne og ved skat på sømændenes lønninger. 1751 og 1752 indgik Danmark lignende traktater med både Tunis og Tripoli, og i 1756 indgik Danmark en samlet traktat med staternes formelle overherre, sultanen i Istanbul.
I 1750 bar Danmarks traktat med Frankrig frugt, da det lykkedes at få den svenske konge Adolf Frederik til at give afkald på sine arverettigheder til de gottorpske dele af Slesvig og Holsten. Desuden lovede han, at såfremt arverettigheden tilfaldt ham eller hans slægt, skulle den i stedet gå til Danmark. De danske kongers arvelande Oldenborg og Delmenhorst skulle til gengæld tilgå gottorperne. Aftalen kom først i hus, da Hattene tvang den svenske konge til at indgå den; de ønskede en fortsættelse af den dansk-svenske forsvarsalliance fra 1734.

## Den oplyste enevælde
I midten af 1700-tallet forsøgte kongemagten at gøre sig mere uafhængig af den danske adel ved at benytte udenlandske adelige og borgerlige embedsmænd. Det største problem var dog, at det som regel kun var på længere udenlandsrejser, unge kunne få den undervisning i jura og statslære, der var nødvendig for at bestride embederne, og at det kun var adelige, der havde råd til disse rejser. For at afhjælpe det oprettedes i 1736 den juridiske embedseksamen ved Københavns Universitet. I 1743 blev det endvidere bestemt, at de studerende skulle have modtaget undervisning på Københavns Universitet i en årrække for at måtte studere i udlandet. Det blev gjort for at undgå, at de unge studerende blev påvirket af bl.a. de mere radikale pietistiske tanker i Tyskland. I 1747 blev Det adelige Sorø Akademi, der var blevet nedlagt i 1665, genoprettet. Det blev nu muligt for adelens sønner at studere statsretsfagene på højere niveau i Danmark uden at skulle på Københavns Universitet.
Udover frygten for udenlandsk indflydelse opstod der en ny optagethed af dansk sprog, kultur og historie inden for de højere lag, der som regel talte fransk og tysk og var fransk- og tyskdannede. De ledende kredse ønskede, at Danmark blev et selvstændigt kulturland, der kunne tilfredsstille de unges behov for en uddannelse på europæisk niveau og igangsatte en sprogrensning: danske ord i stedet for de indslæbte udenlandske. Ludvig Holberg gik fx med stor iver i gang med at erstatte fremmedord med danske i nye udgaver af sine bøger. Det i 1742 dannede Det kongelige danske Videnskabernes Selskab udsendte kun sine skrifter på dansk. 1745 oprettedes Det kongelige Danske Selskab til den nordiske Histories og Sprogs Forbedring, der samme år begyndte udgivelsen af skriftrækken Danske Magazin der offentliggjorde kildeskrifter fra Danmarks historie. 3. januar 1749 udkom første nummer af Kjøbenhavnske Danske Post-Tidender, det senere Berlingske Tidende. De nye kulturmedier kom senere til provinsen: Der blev givet kongeligt privilegium til et bogtrykkeri i Odense, Danmarks næststørste by, i 1729, og i 1735 begyndte landets første provinsavis at udkomme i byen. I 1766 kom endnu en provinsavis til, da Aalborg fik de Nyttige og fornøjelige Jydske Efterretninger.
Danmark skulle også hævde sig i kunsten: i 1754 oprettedes Det kongelige danske Maler og Skulptur Akademi, i dag Det Kongelige Danske Kunstakademi, hvor unge danske talenter kunne få deres grunduddannelse. Specielt de første årgange blev betænkt med penge, så de ved afslutningen af deres uddannelse kunne foretage studierejser til bl.a. Paris og Rom. Danmark blev i løbet af omkring 15 år selvforsynende med fremragende malere og billedhuggere. I 1769 udbød Kunstakademiet undervisning til byens håndværkere for at påvirke byggeriet i en mere smagfuld retning; grunden var lagt til den senere arkitektuddannelse.
Ludvig Holberg var beundret, men havde stået meget alene som repræsentant for oplysningstankerne. I hans sidste år opstod der en kreds af oplysningsvenner blandt tidens unge studerende. En af dem var Jens Schielderup Sneedorff, senere professor i jura og politik ved Sorø Akademi. Gennem undervisning og udgivelse af skrifter satte han sit præg på den ny generation af embedsmænd og var i 1759 en af initiativtagerne til oprettelsen af Selskabet til de skønne og nyttige Videnskabers Forfremmelse, der fremmede udgivelsen af ny dansk skønlitteratur. I perioden 1761-63 udgav han tidsskriftet Den patriotiske Tilskuer, hvori han to gange ugentligt diskuterede moralske, økonomiske og sociale problemer. Sneedorff gjorde på ingen måde oprør mod det bestående samfund, men han var fortaler for det borgerlige menneskesyn: alle samfundets indbyggere er ligeværdige og enhver kan fra sin plads i samfundet gennem oplysning og stræbsomhed bidrage til fremdrift for hele samfundet .

## De første landboreformer

### A.G. Moltke overtager styret
I 1746 døde Christian 6. og blev efterfulgt af sin søn Frederik 5.. Han havde imidlertid hverken lyst eller evner til at regere landet. I stedet blev det hans kammerpage og opdrager, A.G. Moltke, der kom til at styre Danmark. Han blev overhofmarskal, og på denne normalt ikke særlig indflydelsesrige post lykkedes det ham at blive Danmarks faktiske førsteminister resten af Frederik 5.s regeringstid. Moltke tog sig god betaling for sine tjenester, og han blev efterhånden en af landets største godsejere. Han var samtidig optaget af, hvad der kunne gøres for at fremme landets økonomi.
Moltke fremlagde en plan efter magtskiftet: han rådede styret til at fremme landbruget og til at nedsætte en landbrugskommission. Han fremhævede især, at Danmark kunne lære noget af det moderne kobbelbrug i Holsten, som han selv indførte på sine sjællandske godser. Kobbelbruget betød en omlægning af jorden til mellem ni og 11 indhegnede marker, hvoraf nogle blev sået til med nye foderafgrøder som kløver. Det lod sig bedst gennemføre på hovedgårdsjorden, der dog krævede en større indsats for hoveribønderne. Fordelene ved denne metode var, at kløveren bandt kvælstoffet i jorden, som derfor ikke krævede så meget kvæggødning. De øgede foderafgrøder betød, at der kunne holdes mere kvæg og derved produceres mere gødning, så det var ikke nødvendigt at lægge så meget jord brak. Det krævede bedre information om landbruget, inden reformerne gik i gang, og Moltke indkaldte oplysninger fra alle amtmændene. Der var nok at rette op på, men det blev vanskeliggjort af voldsomme epidemier af lungetuberkulose og mund- og klovsyge, der hærgede de mindre velnærede og ikke særlig modstandsdygtige danske kvægbesætninger på omkring en halv million kreaturer. Inden nytår 1746 døde ca. 150.000 dyr, og da sygdommen ebbede ud i 1752, var det samlede tab antagelig på mellem tre og fire hundrede tusinde dyr.

### Borgere spørges til råds
I 1755 indbød det enevældige styre alle "retskafne patrioter" til at indsende forslag, der kunne gavne landets økonomi og indbydelsen var undertegnet af Moltke selv. Han lovede, at de bedste forslag ville blive offentliggjort. Reaktionerne var overvejende positive, og 1757-64 kunne han udsende otte tykke bind af Danmark og Norges oeconomiske Magazin med de mange bidrag om alt fra øget biavl til gennemgribende reformer af landbolovgivningen. Mange mente, at bøndernes hoveriarbejde og naturalieafgifter burde afløses af pengeafgifter. Enkelte mente, at afvikling af fæstesystemet ville være gavnligt, da bønderne så ville blive selvejere. Landsbyfællesskabet og det gamle vangesystem blev af mange set som en hindring for fremskridt. Det blev foreslået, at landsbyens jorder udskiftedes, så hver bonde fik samlet sit jordtilliggende, og at gårdene blev flyttet ud på hans jord. Godsejerne og bønderne ventede på, at nogen skulle gå i spidsen og vise, at disse ændringer kunne hænge sammen rent økonomisk. De første udskiftninger og udflytninger skete i Slesvig i 1750'erne og 1760'erne. I kongeriget fulgtes eksperimenterne med interesse.

### Landeværnskommissionen
Moltke havde foreslået en landevæsenkommission i 1746. Den blev nedsat i 1757, og da han selv tog sæde i den, var der store forventninger til resultaterne. De blev ikke indfriet. Kommissionen udgav kun tre love 1758-60, og de nøjedes med at lette udskiftningen af arealer, der var ejet af flere godser i fællesskab. Dog besluttede kongefamilien og ledende embedsmænd at gennemføre nogle af de mange forslag på landboreformer på deres egne godser. Enkedronning Sophie Magdalenes gods i Hørsholm blev det første. Bønderne fik arvefæste, der betød, at de fik samme råderet over deres gård, som hvis de havde været selvejere. Fremover skulle de betale en årlig pengeafgift i stedet for at yde landgilde, hoveri og tiende. De kunne lade gården gå i arv eller sælge den. Desuden begyndte kongen i 1763-65 at sælge ud af krongodset for at styrke landets finanser. I tråd med tankerne om at selveje var vejen frem i landbruget, blev landsbyjorderne på Fyn og i Jylland overvejende solgt til bønder. Også skovbruget blev lagt om. I årevis havde skovene været i tilbagegang på grund af græssende kvæg, fremmede hæres hugst af hele skove og den hjemlige flådes og det kongelige byggeris umættelige behov for træ til skibe, brænding af teglsten og opvarmning af de store residensslotte. Værst så det ud i Jylland, hvor halvdelen af landet var dækket af hede og ødelagt skov. I Nordjylland, Vestbornholm og Nordsjælland var skovene også væk og markerne truet af ukontrollabel sandflugt, da bønderne i deres jagt på brændsel havde fjernet den marehalm samt græs- og lyngtørv, der ellers bandt sandet til kystegnene. Der stod dog stadig skove i Østjylland samt på Fyn og Sjælland, som ejerne værnede om, for både kongefamilien og højadelens kæreste fritidsfornøjelse var jagt. I Danmark havde man aldrig haft gran og lærk, og i mange områder havde der ikke været fyrretræer siden oldtiden. Men alle disse nåletræsarter blev nu indført af den tyske skovekspert Johann Georg von Langen, som blev hidkaldt for at genoprette de nordsjællandske skove. Det viste sig senere, at nåletræer kunne trives på jord, hvor andre træer måtte give op. I 1788 blev den første jyske fyrreplantage anlagt på Alheden, og i 1792 kom en lov, der tilstræbte at bekæmpe sandflugten gennem beplantning. Året efter blev Tisvilde Hegn påbegyndt med plantning af skovfyr for at redde det nordsjællandske landbrugsland. Dette lykkedes dog ikke altid i første omgang, da en tilsvarende beplantning i de jyske klitområder mislykkedes. Skagens gamle kirke var i 1795 så tilsandet, at den måtte opgives.

### Reorganisation af hæren
I begyndelsen af 1760'erne blev det tydeligt, at hæren trængte til en reorganisation. Styret ønskede en stor og professionel hær, der var billigere end de hvervede udenlandske regimenter. Forbilledet blev Preussen. Militæreksperten Claude Louis de Saint-Germain blev kaldt hertil. Han ønskede en centraliseret militærledelse med militærfolk i spidsen, indfødte soldater som kernen i hæren og reduktion af det store antal officerer. Danmark øgede udskrivningen til militsen stærkt og udvidede stavnsbåndet fra 4. til 40. år. Krigskancelliet blev omdannet til et generalkrigsdirektorium med militærfolk i spidsen. Denne omorganisering blev dog nærmest neutraliseret efter modstand fra officerskorpset og de civile ledere som Moltke og J.H.E. Bernstorff. Udvidelsen af stavnsbåndet stod ved magt. I de følgende år udskrev generalitetet et stigende antal karle og husmænd til egentlig tjeneste ved de hvervede regimenter.
Holdningen i regeringskredse skiftede i 1760'erne fra en velvillig indstilling til landbrugstekniske forbedringer til en betragtelse af bondebrugets overgang til frihed og ejendom som nøglen til afgørende fremskridt. J.H.E. Bernstorff gennemførte som den første en mere varig model for de danske landboreformer, da han solgte gårdene under godset Bernstorff i landsbyerne Gentofte, Ordrup og Vangede til fæstebønderne. Hoveriet blev afløst af en pengeafgift, landsbyjorderne udskiftet og gårdene udflyttet. Fremover skulle husmændene ernære sig udelukkende som landarbejdere eller håndværkere, og der blev lagt vægt på, at de ved udskiftningen kun fik tildelt så meget jord, at de kunne have en lille have og græsning nok til en ko. Folkene bag reformerne havde en tro på, at den øgede arbejdskraft, som afløsningen af hoveriarbejdet gav, samt den forbedrede landbrugsdrift på bøndergårdene ville betyde, at der var arbejde nok til at forsørge flere husmænd uden jord. Modellen var imidlertid ikke uden problemer.
- Havde bønderne fx råd til her og nu at købe deres gård? Enten krævede det bedre lånemuligheder eller en så velhavende godsejer, at han kunne lade en stor del af købesummen henstå som prioritet i de nye bondegårde.
- Hvilke bønder skulle have retten til at købe de velgødede jorde tæt på den gamle landsby?
- Hvem skulle bekoste den dyre udflytningen af gårdene fra landsbyen? Hvis man bevarede fæstesystemet, ville det være godsejeren, da han jo så var ejeren af gårdene, men mange godsejere havde hverken råd eller lyst til det. Ved selveje skulle bonden selv bekoste et nyt hus og avlsbygninger, men dette gjorde overgangen til selveje til en hasarderet handel for bonden.

Det sidste spørgsmål blev virkelighed, da mange af de bønder, der i begyndelsen af 1760'erne havde købt krongods, ikke kunne afdrage den store del af købesummen, som staten havde ladet stå som prioritet i gårdene. Derfor ændrede staten i slutningen 1760'erne og 1770'erne strategi, og ved det fortsatte salg af krongods udbød man i stedet nøgleklare hovedgårde med tilhørende fæstegods. Denne kursændring kom tusinder af fæstebønder på Falster og i Sydsjælland til at betale dyrt for. De nye ejere skulle i en fart have godset til at forrente sig, og udvejen var tit en betragtelig forøgelse af hoveriet, og det tilmed for en gruppe bønder, hvis hovbyrde ikke tidligere havde været ret stor.

## Det gottorpske spørgsmål kommer igen
Da Den Preussiske Syvårskrig udbrød i 1756 mellem Preussen på den ene side og Østrig, Rusland og Frankrig på den anden, fik Danmark stor fordel af sine kolonier og aftale med barbareskerne. Mens de store lande lå i krig med hinanden, kunne Danmark, der erklærede sig neutralt, holde handelen i gang.
På trods af neutraliteten bevarede Danmark sin alliancetraktat med Frankrig, og denne blev endda udvidet to år senere, da Danmark i en forbundstraktat lovede at postere 24.000 mand i Holsten samt ikke at yde Preussen og dens støtte England nogen form for hjælp i krigen. Til gengæld ville franskmændene lægge pres på deres russiske allierede for at få Carl Peter Ulrichs anerkendelse af inkorporationen i 1721. Franskmændene lovede også efter krigen med Preussen at arbejde for et mageskifte mellem Danmark og den russiske tronfølger, idet Danmark var villige til at overlade Oldenborg og Delmenhorst til Peter, hvis han opgav sit krav på det gottorpske Holsten. Dette ønske kom efter, at man var blevet bekendt med storfyrst Peter Ulrichs planer om at genvinde sin gottorpske slægts rettigheder i de danske hertugdømmer. Da den danske regering var desperat for at finde en løsning på problemet, stillede J.H.E. Bernstorff i midten af 1750 Rusland et ultimatum. Hvis Rusland gik med til mageskiftet og anerkendte inkorporationen af 1721, ville Danmark gå ind i krigen mod Preussen på Ruslands side. Hvis Rusland afslog, ville Danmark føle sig tvunget til at gå ind i krigen på Preussens side. Elisabeth af Rusland afviste blankt det danske ultimatum, og da det kom til stykket turde regeringen ikke at gøre alvor af truslen. Episoden stillede ikke storfyrsten mildere over for danskerne. Da Elisabeth døde i 1762, tog problemet netop den drejning, de havde frygtet. Carl Peter Ulrich var nu blevet zar under navnet Peter 3., og han indstillede krigen mod Preussen og omrokerede i stedet hæren til et felttog for at tilbageerobre de gottorpske dele af Slesvig. England og Sverige erklærede sig neutrale, Frankrig kunne ikke afse tropper til hjælp, og Østrig og Preussen var glade for, at krigen mod dem var stoppet, og støttede zaren. Danmark havde dermed ingen andre muligheder end at tage kampen op. En dansk hær på 27.000 mand blev udrustet og i juni opstillet i Mecklenburg. Overfor dem 300 km mod øst stod en russisk styrke på 40.000 mand, der rykkede frem mod danskerne. Men midt i fremrykningen standsede russerne og indledte i stedet for et tilbagetog. Forklaringen var, at Peter 3. var blevet afsat af sin kone Katharina 2. af Rusland, der samtidig havde overtaget magten, og hun havde i årene forinden intrigeret med danskerne mod sin mand. Dog var problemet ikke løst, da hendes otteårige søn Paul stadig var gottorpsk hertug, og Katharina varetog i denne forbindelse hans interesser. Katharina ville dog ikke fortsætte den aggressive linje, og de to lande fik et mere tåleligt forhold. Da den dansk-franske alliance, der havde været nytteløs i 1762, udløb to år senere, ønskede ingen af parterne den således fornyet, og Danmark satsede i stedet for på direkte forhandlinger med Rusland og så Rusland som en god partner i kampen for at holde Sverige stangen.
Året efter i 1765 gik det hele op i en større sammenhæng for Danmark. Sverige havde planer om at generobre det sydøstlige Finland, som de havde måtte afstå til Rusland. Katharina ønskede derfor at støtte Danmark. Desuden var Katharina opsat på at danne en nordeuropæisk alliance mellem Rusland, England, Preussen, Sverige og Danmark over for den fransk-østrigsk-spanske magtblok. Resultatet blev et dansk-russisk forsvarsforbund; Rusland lovede Danmark en løsning på det gottorpske problem, og Danmark lovede til gengæld at medvirke til at dæmme op for Sveriges aggressive udenrigspolitik.

## Christian 7.
Det var indledningen på en turbulent periode, da Christian 7. efterfulgte sin far på tronen i 1766. Mange mener, han led af skizofreni, og med årene satte sygdommen ham ud af spillet som regent. Sammen med den prostituerede Anna Cathrine Benthagen – "Støvlet-Cathrine" – turede den unge konge rundt på byens værtshuse og bordeller. Kongen og hans soldekammerater var altid parat til slagsmål, selv med ordensmagten. Statsrådet greb ind og fik gennemtvunget, at "Støvlet-Cathrine" blev deporteret til Wandsbek i Holsten, hvorfor hun modtog en årlig ydelse på 400 rigsdaler.
Fra starten af den ny konges regeringsperiode skete der en del ministerafskedigelser, og de nye ministre sad ganske kort tid. Det var tydeligt, at kongen havde i sinde at regere, og han var til fals for intriger. Afskedigelserne gjorde det dog svært at finde et egentligt program for kongens regering, da politikken blev bestemt af den minister, der for tiden havde kongens gunst. Dog var de fire excellencer fra faderens tid: J.H.E. Bernstorff, Otto Thott, A.G. Moltke og Ditlev Reventlow enige om, at et civilt styre med konseilet som centrum var det rigtige. De fire herrers magtbase var blevet svækket under Frederik 5. bl.a. pga. ekstraskat og indførslen af udenlandsk arbejdskraft. Økonomien blev styret ved ansættelse af den pommerske finansmand H. C. Schimmelmann til at nedbringe den store udlandsgæld. Deres største problem var ikke utilfredse borgere, men de reformtanker, der i skikkelse af greve Saint-Germain havde vundet gehør i selve administrationen. Han ønskede en reform af militærvæsenet, der forudsatte både sociale og økonomiske konsekvenser, da den forudsatte en ændring af landbrugets struktur. Derfor var godsejerne imod den.
Problemet blev løst ved tronskiftet, for den nye konge blev overbevist om, at Saint-Germain måtte fjernes. Hans afløser blev Carl af Hessen, der var en direkte modstander af Saint-Germains ideer. Carl var opvokset ved hoffet og kongen og han var gode venner, og snart blev han i foråret 1766 udnævnt til både generalløjtnant, chef for garden til fods, medlem af konseillet, statsholder og vicekonge i Norge samt chef for Generalkrigsdirektoratet, der i den anledning omdøbtes til Vort høje krigsråd. Desværre for Carl blev han en brik i et større politisk spil, da han bejlede til Christian 7.s yngre søster Prinsesse Louise. Det spillede medlemmerne af konseilet ud mod hinanden og blev udnyttet af bl.a. enkedronning Juliane Marie. Da det ikke lykkedes at hindre ægteskabet, faldt først Moltke og senere Bernstorff i unåde ved hoffet. Senere viste kongens flygtige gunst sig igen, da prins Carl så sig distanceret af to preussere, der havde arbejdet i Generalkrigsdirektoratet under Saint-Germain.
Nedsættelsen af en ny landvæsenkommission i 1766 og oprettelsen året efter af det nye Generallandvæsenskollegiet betød, at det nye styre ville tage fat på problemerne i landbruget. De fortsatte den praksis, der var indført under A.G. Moltke, da de opfordrede undersåtterne til at indsende forslag til landbrugsmæssige forbedringer. Hoveriet var steget støt de sidste 30 år, og som resultat var der kommet en stigning i organiserede bondeprotester samt fæstere, der ligefrem opsøgte medlemmer af den politiske ledelse og klagede deres nød. Staten søgte at løse problemet ved at indføre regler for godsejerne: et hoverireglement, der fastlagde den enkelte bondes hoveri, så han undgik de glidende stigninger i fremtiden. Disse reglementer skulle så fremvises for staten, og godsejerne blev opfordret til frivilligt at nedsætte hoveriet.
For enevælden og militæret var det vigtigt at vide, hvor stor befolkningen var. Det havde indvirkning på de skatter, man kunne inddrive, samt på hærens og flådens forsyning af mandskab. Derfor var interessen for at fremme landbruget netop vigtig, da man gennem forbedringer her kunne understøtte en større befolkning. Stigningen i befolkningen kunne ses af de kirkebøger, præsterne i 1600-tallet var begyndt at føre. Men det var først i 1735, at landets biskopper fik pligt til årligt at indberette, hvor mange personer der blev begravet og døbt i stiftet. Det var ikke en særlig præcis optælling, og først i 1769 kom en rigtig folketælling, da alle sognepræster 15. august 1769 blev sat til at opgøre deres sogns befolkning på spørgeskemaer. Resultatet blev 797.584 sjæle, men da militæret ikke blev talt med, var det rigtige tal nok nærmere 810.000.

### Struensee
I maj 1768 tog Christian 7. til Slesvig som forberedelse for en længere udlandsrejse, der skulle komme til at vare resten af 1766. 5. april 1768 ansattes den tyske læge Johann Friedrich Struensee som livlæge for kongen under den store rejse. Under rejsen fik kongen tillid til Struensee og da rejsen endte i januar 1769, blev Struensee antaget som kongens livlæge, og året efter begyndte omgivelserne at ane, at lægen var ved få en ekstraordinær position i hoffet. I foråret 1770 blev det en offentlig hemmelighed, at lægen var dronning Caroline Mathildes elsker og hun sidst på året ventede hans barn.
I sommeren 1770 opholdt hoffet sig i Holsten, og her lykkedes det Struensee at isolere kongen fra andres indflydelse og få udnævnt sin barndomsven Enevold Brandt til en række hofstillinger, der gjorde ham i stand til at holde opsyn med kongen. Udnævnelsen var skrevet af Struensee og underskrevet af kongen. Sidst i 1770 fik Struensee på denne måde også underskrevet to kabinetsordrer, der dels indskrænkede tildelingen af ordner og titler, dels afskaffede al censur og indførte indskrænket trykkefrihed. Den 10. december lykkedes det Struensee at få afskediget alle statsministre, og dermed var gehejmekonseilet reelt afskaffet. Otte dage senere udnævntes Struensee til maître des requêtes. Den titel betød, at alle administrationer skulle fremlægge deres sager for Struensee, som så ville fremlægge dem for kongen. Dermed var chancen for, at andre end Struensee kunne fremlægge ting for kongen minimal, og 27. december blev gehejmekonseilet formelt afskaffet og al magt samlet i gehejmekabinettet, dvs. hos Struensee. I foråret 1771 begyndte Struensee så at udstede kabinetsordrer kun med hans underskrift. Han hævdede, at han have fået kongens mundtlige samtykke til udstedelsen af ordrerne. Mange af de over 600 forordninger, der udstedtes på grundlag af disse kabinetsordrer, var allerede blevet forberedt af de forskellige administrationer i 1760'erne, men problemet var, at Struensee udstedte dem for hurtigt. Det var hverken velset hos adelen eller de hoffolk, der var sat udenfor indflydelse. Således blev indskrænkningen af helligdage set som et anslag mod religionen, og forargelsen ville ingen ende tage, da der ved Den kongelige Fødselsstiftelse blev opstillet en kasse, hvori enlige mødre kunne lægge deres uønskede børn. Selv ikke afskaffelsen af tortur som middel til at opnå tilståelser blev vel modtaget hos alle. Struensees plan var at systematisere alle samfundsplaner, og derfor tog han således også fat i landbruget og bystyret i København. Bystyret i København blev reorganiseret med en ny overpræsident, den tidligere amtmand i Tønder, U. A. Holstein. Hoverireglementerne indsendt fra godsejerne, var nu blevet gennemgået og havde afsløret, hvor omfattende hoveriet var: bl.a. havde bønderne på de sjællandske godser ydet hoveri på 265 dage om året.
Her skar Struensee igennem og fastsatte det maksimale antal hoveridage på en gennemsnitlig fæstegård på 6 tønder hartkorn, til 48 spanddage og 96 gangdage. Nærmere betegnet: det fastsattes til 8 spanddage og 16 gangdage pr. tønde hartkorn. Flere steder på Sjælland (pga enevældskongens kongeveje og kørsel til og fra Hovedstaden og til Fredensborg) kom antallet af spanddage op over 100 dage.
Ved Struensee og dronningens datter Louise Augustas dåb i juli 1771 lod Struensee sig tildele rang og titel, der passede med hans faktiske stilling. Således lod han sig udnævne til lensgreve, en titel Enevold Brandt også fik, samt gehejmestatsminister.
 Alle disse handlinger betød, at Struensee lagde større afstand til de folk, han burde bygge sin magt på. Den ubegrænsede trykkefrihed betød, at der blev udgivet adskillige smædeskrifter om ham, og først for sent ændrede han det til trykkefrihed under ansvar. Centraladministration var blevet reduceret til et ekspeditionskontor, og ved reorganisationen af bystyret i København havde den fungerende magistrat og borgerrepræsentationens blot i en administrativ skrivelse fået at vide, at deres tjeneste var ophørt. På den måde var Københavns borgere blevet underlagt et mere direkte og enevældigt styre, der ikke huede den voksende borgerlige selvfølelse i hovedstaden. En planlagt nedskæring i hærstyrken vendte også militæret imod ham. Da Struensee var tysker og kun talte og skrev tysk, fik han en national harme mod sig, og samtidig spredte der sig i København det rygte, at dronningen og han planlagde at skaffe sig af med kongen og regere i hendes og hendes søn Frederiks navn.
Modviljen mod Struensee kulminerede i starten af 1772, og et kup iværksat af utilfredse officerer i samarbejde med enkedronning Juliane Marie blev sat i værk natten mellem 16. og 17. januar efter et stort maskebal. Her lykkedes det enkedronningen at få Christian 7.s underskrift på arrestordrer på Struensee, dronning Caroline Mathilde, Brandt og flere af deres tilhængere, og de blev alle bogstaveligt talt taget på sengen og ført til Kastellet. Dronningen blev, grundet sin stand, ført til Kronborg.
Hun levede sine sidste år i den tyske by Celle i sin brors arveland, Hannover, mens Struensee og Brandt blev stillet for en kommissionsdomstol anklaget for majestætsforbrydelse. Efter at de begge blev dømt skyldige, blev de 28. april 1772 taget til Østre Fælled, og i henhold til danske lov blev deres adelige skjold brudt, herefter afhuggedes først højre hånd og dernæst hovedet. Deres lig blev så parteret i fire dele og lagt på hjul og stejle. På denne måde fik de nye magthavere givet en demonstration af deres magt.

### Høegh-Guldbergs styre
Den 13. februar 1772 lod kongen oprette et gehejmestatsråd som erstatning for konseilet, som Struensee havde nedlagt to år tidligere. Den nye herskerkreds bestod af enkedronning Juliane Marie, hendes søn, kongens halvbror, arveprins Frederik, og dennes huslærer Ove Høegh-Guldberg. De havde ikke større legitimitet end Struensee, men de forstod at begå sig politisk. I forbindelse med oprettelsen af gehejmestatsrådet gjorde de det derfor til en betingelse, at Christian 7. skulle være til stede, og at han dér og kun dér kunne underskrive lovgyldige dokumenter. Dette gjorde det umuligt for hoffolk eller folk i administrationen at skaffe sig kongens underskrift på tomandshånd. Ligeledes blev arveprins Frederik gjort til statsrådets formand. Af kollegiernes chefer kunne kun udenrigsministeren have sæde i rådet. På denne måde sikrede herskerkredsen sig, at hoffet bevarede magten over statsrådet, og det sørgede for kun at udnævne ministre, hvis loyalitet lå hos kongehuset. Belært af Struensees fejltagelser opbyggede Høeg-Guldberg i de kommende år en magtbase ved at knytte folk til sig ved tildelinger af titler, ordener og pengebeløb. Mange af Struensees forordninger blev ophævet og en mere godsejervenlig linje fremmedes. Således blev Struensees hoverireform trukket tilbage i 1773.
Høeg-Guldberg tog ikke selv sæde i statsrådet, men lod sig i 1774 udnævne til arveprinsens gehejmekabinetssekretær, hvilket svarede til den position, som A.G. Moltke og Struensee tidligere havde haft. I lighed med Struensee styrede han for det meste gennem kabinetsordrer, som han selv udformede og fik underskrevet af kongen, hvorefter de blev sendt til formel godkendelse og underskrivelse i statsrådet. Dermed havde statsrådet ikke nogen reel magt, og det pinte udenrigsministeren, A.P. Bernstorff, der forgæves prøvede at få mere magt til statsrådet. Den eneste grund til, at Høegh-Guldberg beholdt Bernstorff, var hans faglige kompetence. Desuden udgjorde han ingen risiko, da han ikke havde magt til at ændre noget efter styreformen. Efter dronning Caroline Mathildes tidlige død i 1775 og kronprins Frederiks mindreårighed var det kun muligt at føre et legitimt styre i arveprins Frederiks navn.
A.P. Bernstorff havde vist sit værd i 1773, da det endelig lykkedes ham at løse det gottorpske spørgsmål i forståelse med Rusland. Forliget blev opnået kort efter, at storfyrst Peter, der besad arveretten til de gottorpske dele af Slesvig-Holsten efter sin far, blev myndig. Ved forliget anerkendte den gottorpske hertugslægt inkorporationen fra 1721 og overlod de gottorpske dele af Holsten til den danske konge i hans egenskab af hertug af Holsten. Til gengæld overlod den danske konge sine arvelande Oldenborg og Delmenhorst til gottorperne. Forliget var samtidig et udtryk for de to landes agtpågivenhed over for Sverige, hvor kong Gustav 3. året forinden havde ladet sig udråbe til enevældig konge. Dette skabte frygt hos både Danmark og Rusland for, at Sverige havde planer om at annektere enten Norge eller Østfinland. Derfor undertegnede Danmark og Rusland kort efter mageskiftet den "evige alliance", hvori de to lande lovede hinanden gensidig hjælp i tilfælde af et svensk angreb.
Høegh-Guldberg-styret havde også taget ved lære af andre af Struensees fejltagelser og var meget optaget af danskheden. Dette udmøntede sig den 15. januar 1776 i udstedelsen af indfødsretsloven, som betød, at statsembeder for fremtiden kun kunne besættes af folk, der var født i kongens lande. Den ligestillede således danskere, nordmænd samt holstenere og var derfor ikke en nationalistisk lov udelukkende baseret på dansk sprog og kultur. Den gav alligevel anledning til festligholdelse i de danske borgerlige kredse, da man her i mange år havde set sig forbigået til fordel for udenlandske indvandrere i statsstyrelsen.

## Den florissante periode
Da Frankrig i 1778 erklærede krig mod England i forbindelse med den amerikanske uafhængighedskrig, betød det et stort opsving for den neutrale søfart. De krigsførende nationers handelsflåder kunne ikke sejle i fred, og derfor kunne neutrale lande som Danmark overtage sejladsen. Et Vestindisk Handelsselskab stiftedes til at tage sig af de vigtige handelsruter, og København blev brugt som stabelplads for de mange varer, der blev importeret for senere at blive reeksporteret. I 1780 indgik Bernstorff en vigtig aftale med England om hvilke varer, der blev betragtet som kontrabande og derfor var forbudt for de neutrale lande at sejle til de krigsførende nationer. Denne aftale kom i hus, da England frygtede oprettelsen af et væbnet neutralitetsforbund, men få dage efter aftalens indgåelse indgik Danmark alligevel et sådant forbund sammen med først Rusland, Preussen, Sverige og senere de Forenede Nederlande. Forenede Nederlande blev dog hurtigt tvunget ud igen, da England erklærede dem krig. Dette kom Danmark til gode, da hollandske redere sejlede proforma under dansk flag.
For A.P. Bernstorff kom hans kontrabandeaftale med England til at betyde hans afgang, da Høegh-Guldberg udnyttede russernes vrede over, at en række af deres store eksportartikler var blevet defineret som kontrabande. Med freden i 1783 vendte konkurrencen fra de andre europæiske handelsflåder tilbage, og den danske handel gik stærkt tilbage. En større krise blev kun afværget ved, at regeringen stillede lånekapital til rådighed for en række af handelshusene.

## Frederik 6. overtager
En af grundene til Bernstorffs afskedigelse var frygten for, at han, sammen med kronprins Frederik, skulle tage magten i statsrådet gennem et kup. Kronprinsen blev ifølge Kongeloven myndig i 1781, da han fyldte 13 år, men ved at udsætte hans konfirmation kunne Høegh-Guldberg udsætte det uundgåelige lidt endnu. Efter Bernstorffs afgang ledede Høegh-Guldberg også de udenrigspolitiske sager.
4. april 1784 blev kronprins Frederik omsider konfirmeret, og ti dage senere deltog han i statsrådet. Høegh-Guldberg og to af hans støtter blev udnævnt til medlemmer af statsrådet samme dag for at hindre en eventuel magtovertagelse, men lige lidt hjalp det. Da de nye medlemmer ville overrække Christian 7. deres embedsed, oplæste kronprinsen i stedet for et udkast til beslutning: kabinetsstyret blev nedlagt og nye ministre udnævnt. Han fremlagde det til underskrivelse for sin far, der som altid automatisk underskrev, hvad der blev lagt foran ham, og samtidig fik kronprinsen et endnu vigtigere dokument underskrevet, hvormed alle kongelige befalinger fremover skulle bære både kongens og kronprinsens underskrift for at have gyldighed. Arveprins Frederik protesterede voldsomt, men da kongen også underskrev det andet dokument, så han ingen anden udvej end først at prøve at fravriste dokumentet fra sin nevø. Da det ikke lykkedes, løb han efter den flygtende konge og låste ham inde i et gemak. Senere, da arveprinsen ville følge kongen ned til sin mor, Juliane Marie, blev han indhentet af kronprinsen i eremitagesalen, hvorefter kronprinsen efter et kort slagsmål kunne trække af med kongen.
De afsatte magthaveres skæbne blev dog meget mildere end den, der overgik Struensee og Brandt 12 år tidligere. Ove Høegh-Guldberg blev stiftamtmand i Århus, mens andre blev pensioneret. Enkedronningen forblev ved hoffet, men levede i tilbagetrukkethed resten af livet. Arveprinsen forlod også politik, men hans ældste søn blev senere konge af Danmark. 

## De store landboreformer
Det nye styre havde heller ingen decideret landbrugspolitik, men i 1785 vandt tilhængerne af landbrugsreformer et afgørende slag. Rentekammerets unge chef Christian Ditlev Reventlow havde set svarene på rentekammerets undersøgelse af konsekvenserne af godsejernes udnævnelse af syns- og skønsmænd. Svarene viste, at der som regel ikke blev foretaget et nyt syn, når en fæstebonde døde, og en ny skulle overtage gården. Således kunne den nye bonde og hans arvinger komme til at hæfte for fejl og mangler, som var der ved overtagelsen. Derfor syntes Reventlow, at tiden var inde til at gøre noget, og i sommeren 1786 forelagde han sagen for kronprinsen og anbefalede, at man lettede kårene for bønderne.
Kronprinsen var positiv og bad Reventlow udarbejde et forslag til fremlæggelse i statsrådet: Reventlows forslog den 11. juli 1786, at der burde rettes op på det usikre retsforhold mellem godsejerne og fæstebønderne. Desuden mente han, at emner som fæsteindgåelse, hoveri, stavnsbånd og pryglestraffe burde inddrages. Reventlow anbefalede at nedsætte en landbrugskommission, der skulle se nærmere på det hele. Ikke alle ministre var enige i det, men Christian 7. kunne sætte sin underskrift på dokumentet, da både kronprinsen og A.P. Bernstorff var med på ideen. Den 16 mand store kommission kom til at bestå af både tilhængere og modstandere af Reventlows planer. Stavnsbåndets ophævelse havde stor symbolsk betydning som udtryk for bøndernes frigørelse fra godsejerne, men i det samlede landboreformkompleks havde denne reform ifølge senere vurderinger en mindre betydning. Den langsigtede effekt af udskiftningen var derimod meget synlig. I løbet af ca. 30 år blev de fleste landsbymarker udskiftet og mere end halvdelen af brugene var overgået til selveje.
Soldatpligten påhvilede stadig kun bønderne, og da hæren afskedigede flere og flere af de udenlandske hvervede soldater, steg antallet af udskrevne bønder. Loven gav dog en del udveje for ikke at skulle springe soldat. Stavnsbåndets afvikling betød, at regeringen mistede støtten fra godsejerstanden, ligesom reformerne fik J.O. Schack Rathlou og F.C. Rosenkrantz til at trække sig tilbage fra deres statsgerning til deres godser. Det var et eksempel på de protester, der kom fra godsejerne over, at deres rettigheder blev afskaffet uden kompensation.
Det lykkedes Bernstorff at få udnævnt nogle moderate ministre til statsrådet fra "det danske parti" blandt godsejerne. Reventlow blev der derimod ikke plads til i statsrådet, men han fik dog titel af præsident for rentekammeret og fik lov til at forsætte sine bestræbelser på at indføre flere landboreformer. Der opstod uventet modstand mod regeringen fra penneførerne for de mest reformvenlige københavnske borgere i 1789-90. De følte sig tilsidesat af den tyske elite, der regerede landet og dominerede hovedstadens adelige saloner. I den såkaldte tyskerfejde fremførte de det synspunkt, at holstenere kunne få embeder i Holsten og ellers ikke. Dermed var indfødsrettens idealer udskiftet til fordel for en national aggressivitet, og det svækkede paradoksalt nok regeringens initiativer, som de reformvenlige københavnere hidtil havde forsvaret over for de mere konservative danske godsejere. Rundt om i landet opfangede bønderne signalerne fra reformtilhængerne i København, og mange steder besluttede de sig for at lægge pres på godsejerne – især for at komme det trykkende hoveri til livs. Specielt i Østjylland blev der gennemført hoveristrejker, og nyheden om Den Franske Revolution i 1789 øgede kun bøndernes forventninger om at kunne slippe for hoveriarbejdet. Protesterne var forståelige, men de gjorde det klart for kronprinsen, at han ikke kunne leve med en regering, hvis politik gav næring til udstrakt social uro i landet.

### Den jyske proprietærfejde og revolutionære efterdønninger
Da de jyske godsejere i juni 1790 mødtes på det halvårlige jyske kapitalmarked i Viborg (det såkaldte snapsting), snakkede de om bøndernes opsætsighed, og på den baggrund tog to nye godsejere, Lüttichau til Åkjær og Beenfeldt til Serritslev, initiativ til en underskriftindsamling. 102 jyske godsejere skrev under på et "tillidsskrift til kronprinsen". Det var dog bare en nydelig titel, for i virkeligheden var det et klageskrift til kronprinsen over hans styres reformpolitik, som de 102 mente gik godsejernes ejendomsrettigheder for nær. Da kronprinsen i august 1790 blev gift med sin kusine Marie Sophie Frederikke af Hessen-Kassel, var Lüttichau og Beenfeldt blandt gratulanterne og benyttede lejligheden til at overrække tillidsskriftet. Kronprinsens og styrets svar var bestemt og vredt. De to godsejere blev retsforfulgt og fik bøder for at have klaget over landets love, og styret brugte også Christian Colbiørnsens sarkastiske vid. Colbiørnsen udgav klageskriftet, der side for side blev ledsaget af hans egne nedsablende kommentarer.
Mens borgerne jublede over, at godsejerne blev sat på plads, var regeringen imidlertid slået ind på en ny kurs med lovgivning til fordel for de indflydelsesrige godsejere. Først begyndte den at slå hårdt ned på de hoveristrejkende bønder med advarsler og bøder, og samtidig udkom en forordning, der indskærpede bøndernes lydighedspligt. Borgerne gik heller ikke ram forbi, da Højesteret 13. november 1790 idømte den københavnske forfatter P.A. Heiberg en bøde for den såkaldte Indtogsvise. Karakteristiske adelsfjendtlige linjer lyder:
| Citat                       | Ordener hænger man på Idioter, Stierner og Baand man kun Adelen gier Og ei, som Jydernes Proprietærer, Ønske os Slaver, og Bønder at flaae. | Citat |
| P.A. Heiberg, Selskabs-sang | |       |

I december afskaffedes politimesterens myndighed i straffesager, som fremover skulle behandles ved domstolene, der skulle dømme efter de strengeste straffebestemmelser i Danske Lov. Året efter meddelte regeringen, at den ikke ville føje bønderne i hoveristriden, men opfordrede parterne til at nå til et forlig om nuværende og fremtidigt hoveri. Statsmagten forbeholdt sig ret til at gribe ind, hvis det viste sig umuligt at nå til enighed. Regeringen gjorde det klart, at den ville lægge sig fast på det høje niveau, hoveriet i forvejen var skruet op på, og bønderne fik således ikke noget ud af at forhale en forhandling ved at inddrage staten i den. I 1791 blev opdelingen i bondestanden endnu tydeligere, da det blev forbudt godsejere og fogeder at revse hoverigørende fæstegårdmænd og deres koner, mens det samme ikke blev udstrakt til fæstehusmænd. De sidste var samtidig dem, der kom til at bære hovedbyrden af den militærpligt, der påhvilede bondestanden.
Landboreformernes hastige gennemførelse skyldtes først og fremmest den store byrde, husmændene og landarbejderne overtog fra hoveriarbejdet. Disse to grupper blev nu en ny underklasse, hvis kår blev klart forværret efter landboreformerne og gjorde dem til et landproletariat. Husmændene måtte fortsat arbejde på bøndernes vilkår: bønderne udnyttede den billige arbejdskraft til at etablere deres egne gårde, da husmændenes hoveri ikke aftog med reformerne. Husmændene blev bevilget de såkaldte husmandsboliger og fik så lidt og så dårlig jord, at de var tvunget til at arbejde for føden hos bønderne. Husmændene mistede efter reformerne desuden de fælles overdrev, hvor de før i tiden havde deres kreaturer på græs. Mens gårdmændene var garanteret livsfæste, blev husmændene underlagt et frit kontraktforhold. Godsejerne og gårdmændene kunne uden indblanding fra staten sælge små husmandslodder (i gennemsnit 3 tønder land) af den dårligste jord dyrt eller leje dem ud på åremål i bytte for store forpligtelser til arbejde på arbejdsgiverens jord.
Landboreformerne betød en ende på det lokale selvstyre, da bylavene blev overflødige, idet landsbyfællesskabet blev ophævet. Også godsejerne mistede deres magt som herremænd i takt med bøndernes overgang til selveje og arvefæste. Statsmagten var hurtig til at træde til i stedet for, bl.a. med oprettelsen af sognefogedembedet, der blev den stedlige politimyndighed i landkommunerne. I 1793 fik sognefogederne endda tilsynet med vejene under sig.

## Opblomstring af handelen
I 1792 forbød Danmark med "Forordning om Neger-Handelen" som det første[kilde mangler] europæiske land sine indbyggere i at deltage i eksporten af negerslaver fra Afrika til Amerika. Forbuddet trådte dog først i kraft i 1803, da regeringen på denne måde mente, at de danske plantageejere i den mellemliggende tid kunne sikre sig tilstrækkeligt med slaver før et eventuelt europæisk forbud mod slavehandel. Den danske regering ydede efter offentliggørelsen af forbuddet store lån til plantageejerne til en sidste slutspurt i slavehandelen.[kilde mangler] Et egentligt forbud mod slaveriet var det ikke, og slaveriet stoppede da også først på de dansk-vestindiske øer i 1848 efter at bl.a. Storbritannien i 1807 havde forbudt slavehandel og i 1833 havde forbudt slaveri i Det Britiske Imperium.
Den store opblomstring, der havde været i handelen under Den Preussiske Syvårskrig, var forsvundet i takt med, at de krigsførende nationer havde genoptaget deres gamle handelsruter efter freden. England gik i 1793 mod Frankrig med en række andre europæiske nationer i kølvandet på den franske revolution. Det medførte en opblomstring i den danske handel. Udenlandske købmænd – især engelske – fik igen midlertidigt borgerskab i København, så de kunne sejle under beskyttelse af det neutrale danske flag. Trods danske protester gjorde England det klart, at det ikke ville respektere kontrabandeaftalen fra 1780. Det betød, at en del danske skibe blev opbragt af engelske kapere.
Året efter indgik Danmark og Sverige et nyt væbnet neutralitetsforbund, og de to landes flåder havde held til at bringe antallet af kapringer ned.
I 1794 brændte Christiansborg ned, og året efter blev store dele af København lagt øde i en storbrand. Genopbygningen betød, at de fattige, der havde boet i de nedbrændte kvarterer, blev drevet ud i byens afkroge.

## Napoleonskrigene
Da udenrigsminister A.P. Bernstorff døde i 1797, satte kronprins Frederik for alvor sin politiske vilje igennem i alle spørgsmål. Det betød at den hollandsk fødte storkøbmand Frédéric de Coninck året efter, via finansminister Ernst Heinrich von Schimmelmann, fik bevilget en flådekonvoj til fyrre handelsskibe. På trods af protester fra den nye udenrigsminister Christian Bernstorff. Konvojen var på vej fra Hollandsk Ostindien til København og hovedsageligt lastet med franske og hollandske varer. På denne måde var den danske neutralitet blevet væbnet, og Danmark var ikke mere forsigtig i sine signaler over for andre lande, men stod fast på det neutrale flags ukrænkelighed. Flere tilsvarende konvojer blev bevilget i det følgende år, og cheferne for dem fik ordre til, uagtet en eventuel overmagt, at sætte sig til modværge, hvis fremmede flådeenheder forsøgte at undersøge papirer og last på skibe under dansk flag. Det var højt spil, for alle vidste, at mange skibe kun rent proforma sejlede under dansk flag. Det viste sig imidlertid, at denne politik lykkedes rigtig godt i de første år, og England holdt sig til at fremsætte diplomatiske protester. I december 1799 blev en engelsk matros dræbt, da England ved Gibraltar forsøgte at udføre en visitation. Da det imidlertid i 1800 så ud til, at Rusland ville stille sig i spidsen for et nyt væbnet neutralitetsforbund, reagerede England. I sommeren 1800 opbragte en engelsk eskadre ved Ostende en dansk konvoj, der blev eskorteret af fregatten Freya. Fregatkaptajnen nægtede, i overensstemmelse med sine ordrer, at lade englænderne visitere skibene og der udbrød kamp. Freya var i undertal med sine 40 kanoner mod englændernes 130, og efter en times kamp måtte man stryge flaget. Det fik Danmark til at bede zaren om at virkeliggøre det væbnede neutralitetsforbund. I august ankrede en engelsk flåde op ved København, og under trussel om bombning af hovedstaden indledtes forhandlinger, hvor Christian Bernstorff lovede at indstille konvojsejladsen midlertidigt, mens de to regeringer fandt på fælles regler om hvornår og hvordan, konvojerne måtte benyttes. Danmark gav dog ikke formelt afkald på retten til at bruge konvojer. Måneden efter kom en russisk kurer til Danmark med en formel invitation til at deltage i det væbnede neutralitetsforbund, og i december 1800 dannedes forbundet med Danmark, Sverige, Rusland og Preussen som medlemmer. Dette forbund udviklede sig desværre i en uheldig retning året efter, da den russiske zar som leder af neutralitetsforbundet indgik en alliance med Frankrig, og de to stormagter gennemtvang en lukning af alle europæiske havne for England. England forlangte på baggrund heraf, at Danmark øjeblikkeligt udtrådte af forbundet. Men hvis man efterkom det krav, ville man indirekte blive allieret med England, og Rusland og Frankrig ville med stor sikkerhed tvinge en eller flere af deres allierede til at erobre Danmark. Sverige havde kig på Norge, og hvis Preussen samtidig kunne erobre den jyske halvø, ville man lukke Englands adgang til Østersøen. Danmark valgte derfor det mindste af to onder og afslog alle engelske forhandlingsforslag. Det betød, at England 12. marts 1801 sendte en flåde under ledelse af admiral Hyde Parker og hans underordnede Horatio Nelson mod Danmark med henblik på at tvinge Danmark ud af neutralitetsforbundet.

### Slaget på Reden
I København gjorde man sig klar til englændernes ankomst. Størstedelen af den danske flåde var ikke sejldygtig, da de fleste skibe ikke var taklet til efter vinteren. Resten af fartøjerne lå i flådens leje uden stænger, ror, tovværk eller sejl. Takkelagen lå som altid beskyttet i Holmens magasiner. En tiltakling ville tage 6 uger, og så lang tid havde man ikke. Således brugte man de få tiltakkede skibe til at beskytte indsejlingen til København ved at lægge dem i Kronløbet. Det egentlige forsvar blev en forsvarslinje af flydende fæstninger af udrangerede linjeskrog, der blev slæbt ud af havnen og svinebundet med fire ankre i en buet linje fra Trekroner til Amager. Små fartøjer og pramme med kanoner blev placeret imellem disse fæstninger. Kommandoen over alle disse enheder blev givet til kommandør Olfert Fischer, der rejste sin stander på Dannebrog, der lå omtrent i midten af linjen. Der manglede mandskab til at bemande alle skibene, tilbød man folk 15 rigsdaler på hånden, en hurtig træning i hvordan man betjente en kanon og besked på at kæmpe tappert for konge og fædreland.
Den engelske flåde kunne 30. marts passere Kronborg, men holdt sig tæt op af den svenske kyst. Kronprinsen havde af frygt for krav om fritagelse af øresundstold frabedt sig svensk hjælp i kampen. Derfor anrettede kampen mellem fæstningen og den engelske flåde ikke større skade på nogen af siderne. Ved middagstid samme dag kunne flåden således ankre op ved Taarbæk rev. Parkers plan var at angribe kongedybslinjen sydfra med halvdelen af flåden, mens to af flådens brandere skulle angribe blokskibene i Kronløbet. Angrebet skulle så afsluttes med en storm på Trekroner. De næste dage gik med forberedelser, bl.a. lodning af farvandets dybder og rekognoscering. De engelske skibe sejlede sydover forbi København, da man herfra bedre kunne undgå de danske landbatterier, Sixtus, Quintus og Trekroner.
Efter fire timers intens kamp var slaget ikke kommet nærmere en afgørelse. De resterende engelske skibe lå forankret ved stævnen kun 200 meter fra den danske forsvarslinje, der inkluderede både skibe og det tilsyneladende uovervindelige Trekroner-batteri, som aldrig indstillede beskydningen af englænderne. Bombardementet fra begge sider var intenst.
Under disse kampe signalerede Parker til Nelson, at han skulle trække flåden tilbage, men Nelson, der var fast indstillet på at sejre, ignorerede signalet. Det var ved denne lejlighed, at Nelson efter sigende satte kikkerten for det blinde øje og sagde, at han ikke kunne se signalet. Kritikere har efterfølgende forsvaret Parker og hævdet, at Parker aldrig gav ordre til retræte, men i virkeligheden blot gav Nelson tilladelse til at trække flåden ud af kampen, hvis han følte, at det dansk-norske forsvar var for stor en mundfuld.
Men samtidig sendte Nelson kurerer af sted med et hvidt flag, som ikke kunne undgås at ses af Kronprins Frederik, der overværede slaget fra Citadellets volde. Kurererne afleverede en besked, i hvilken Nelson truede med at afbrænde alle tilfangetagne batterier, stykpramme og blokskibe, uden at være i stand til ”at redde de tapre danske sjæle, der forsvarede dem”. Beskeden ankom på et tidspunkt, hvor en række danske skibe allerede havde måttet se sig slået og var ukampdygtige. Da kronprinsen læste brevet, accepterede han straks en våbenhvile – uden at konsultere de dansk-norske kommandører, Olfert Fischer og Steen Bille.

### Efterspil
Endnu mens den engelske flåde var på vej mod Danmark, ændrede den politiske situation sig drastisk. Den 21. marts havde England påbegyndt fredsforhandlinger med Frankrig. Ligeledes var der 24. marts udsendt en kurer fra udenrigsministeriet med vigtige depecher, der skulle bane vejen for en politisk forståelse med Rusland. Hvad englænderne ikke vidste var, at zaren var blevet myrdet dagen forinden, og at hans søn, Alexander, havde overtaget magten. Han ønskede at søge en politisk forståelse med England og havde 25. marts ligeledes afsendt en kurer. Hverken den engelske østersøflåde eller den danske regering kendte til disse planer. Derfor blev slaget på Reden udkæmpet, selvom det havde mistet sin politiske berettigelse: Danmark kæmpede, da det frygtede den russiske zar mere end englænderne, men da slaget blev udkæmpet, var han død, og meddelelsen om det nåede først Danmark 8. april, hvorpå man efter våbenstilstanden 9. april kunne gå i gang med at indordne sig efter den nye politiske situation. Med zar Pauls død faldt det væbnede neutralitetsforbund fra hinanden, og Danmark blev reduceret til en magtesløs tilskuer, mens stormagterne nyordnede Europa efter 8 års krig. Den svenske konge valgte at betragte våbenstilstanden som et forræderi mod neutralitetsforbundet og udnyttede det til at svække Danmarks position i St. Petersborg. Samtidig havde Sverige planer om et angreb på først Norge og senere København, så man kunne udnytte Danmarks svage position efter våbenstilstanden. Planerne måtte dog opgives på grund af manglende stormagtsstøtte. Preussen, som Danmark havde været med til at presse ind i neutralitetsforbundet, forlod det i samme øjeblik, som meddelelsen om tronskiftet nåede Berlin. Samtidig forlangte Preussen, at Danmark øjeblikkeligt rømmede Hamborg, mens Danmark magtesløst måtte se Preussen opretholde deres besættelse af Hannover og Lauenburg. Danmarks udenrigspolitik baserede sig afgørende på forholdet til Rusland, og i København studeredes derfor omhyggeligt informationerne fra St. Petersborg: Danmark lod zaren vide, at han kunne forhandle på neutralitetsforbundets vegne. Zaren forhandlede sig imidlertid på egen hånd til en aftale med England og gav afkald på de tre neutralitetsprincipper, der udgjorde en trussel mod England. Principperne var de neutrales ret til:
- at sejle med krigskontrabande.
- at transportere de krigsførendes gods
- at afvise visitation af konvojer

Da de 17. juni blev præsenteret for Sverige og Danmark med krav om øjeblikkelig accept, gav den svenske konge sin accept, da han, af hensyn til anneksionsplanerne overfor Norge, havde brug for et godt forhold til Rusland. Danmark kunne derimod ikke acceptere et så ydmygende nederlag for sin offensive neutralitetspolitik og forsøgte sig med forhandlinger direkte med lord Hawkesbury. Christian Bernstorff var i slutningen af maj rejst til London for at forhandle om tilbagegivelse af de opbragte danske skibe samt de besatte danske kolonier. Under sit ophold fik han fra kronprinsen meddelelsen om den russiske aftale og blev instrueret om at opnå bedre betingelser gennem forhandlinger med den engelske udenrigsminister. Specielt princippet om neutrale konvojers ukrænkelighed fandt kronprinsen det svært at opgive. Planen mislykkedes dog totalt. Den engelske udenrigsminister havde nemlig skaffet sig adgang til korrespondancen mellem Bernstorff og København. Og han havde koden. Derfor vidste han, at Danmark ikke havde noget at tilbyde til gengæld og heller ikke noget at true med. England havde i hundrede år kæmpet mod de neutrale landes rettigheder, og konventionen med Rusland gav nu landet næsten alle de rettigheder, det havde søgt at opnå. Mens man?? havde forsøgt forhandlinger, havde den russiske gesandt presset den danske regering for et svar. Således kunne depecheskonnerten Ørnen 26. september afsejle med instruks til grev Danneskjold-Løvendal om betingelsesløst at tiltræde den engelsk-russiske neutralitetskonvention. Den danske tiltræden skete under zarkroningens højtideligheder og baller. I fyrst Kurakins palads kunne den danske gesandt 10. oktober sætte sit navn under tiltrædelsesdokumentet og dermed en ende på kronprins Frederiks offensive neutralitetspolitik.

### Intermezzo
Danmark kunne med ændringerne i neutraliteten fortsætte sin handel, men England og Frankrig genoptog krigen i maj 1803. Efter Frankrig 2. december 1805 vandt et afgørende slag over Østrig og Rusland ved Austerlitz, beherskede Napoleon nu størstedelen af Centraleuropa, og han opfordrede Danmark til at indlemme Holsten i det nyoprettede Rhinforbund, der bestod af en lang række tyske stater, der tidligere havde hørt til det nu opløste tysk-romerske rige. Den danske regering gjorde det, ikke på grund af den franske opfordring, men mere for at undgå at blive inddraget i det nordtyske forbund, Preussen var ved at samle under sig til forsvarskampen mod Frankrig. På grund af de franske styrker, som nærmede sig rigets grænser, besluttede Danmark at opstille et hærkontingent i Holsten for at signalere, at Danmark ikke ville inddrages i nogle af de nordtyske krigshandlinger. Fra oktober 1805 tog kronprinsen og udenrigsministeren fast ophold i Kiel, og statsrådetsstyret var dermed reelt opløst. I de kommende år blev alle beslutninger taget af kronprinsen, enten alene eller i samråd især med udenrigsministeren. Efter Frankrigs sejr over Preussen i efteråret 1806 erklærede Napoleon 21. november samme år fra Berlin Kontinentalspærringen mod England, som 7. januar året efter svarede igen med en erklæring, der forbød neutral skibsfart på Frankrig, franske allierede og havne, som englænderne ikke havde adgang til. Det var et hårdt slag for den danske neutralitetsudnyttelse, og antallet af konflikter med England over opbragte danske skibe steg kraftigt. Efter at Frankrig havde slået de sidste rester af den preussiske hær og derefter slået den russiske hær på flugt i efteråret 1807, indgik Rusland og Frankrig freden i Tilsit 7. juli 1807. Heri indvilligede Rusland at tilslutte sig Kontinentalspærringen, og i en hemmelig bestemmelse blev det aftalt, at de øvrige neutrale europæiske lande skulle tvinges til det samme. Da det blev kendt, besluttede England at give Danmark et ultimatum: Danmark skulle enten tilslutte sig den engelske alliance eller udlevere flåden som pant for landets fortsatte neutralitet. Baggrunden for dette ultimatum var dels mistro til, at Danmark ville eller kunne forsvare sig mod den fransk-russiske alliance, dels franske rygter om, at Frankrig ville indlemme den danske flåde i sin egen. For Danmark var disse krav helt uantagelige: hvis man allierede sig med England, ville landet helt sikkert blive løbet over ende af Frankrig og Sverige, og englændernes mulighed for at forsvare Danmark var urealistisk.

### Københavns bombardement
Uden en formel krigserklæring landsatte englænderne 16. august 1807 en større styrke på Sjælland ved Vedbæk. Da den danske hovedstyrke befandt sig i Holsten sammen med kongen og kronprinsen, måtte den nyudnævnte kommandant Ernst Peymann kæmpe med overvejende utrænede landeværnssoldater. Efter en engelsk belejring af København kom det til kampe syd for hovedstaden. Således blev en større dansk landeværnshær slået i slaget ved Køge 29. august. Da ethvert forsøg på at slå de engelske landstyrker mislykkedes, og da flåden stadig var oplagt for ikke at udfordre englænderne, gjorde danskerne sig klar til et engelsk stormangreb. Det kom aldrig, men i stedet blev København i nætterne mellem 2. og 6. september offer for en bombning af civilbefolkningen. 1600 indbyggere blev dræbt og lige så mange såret. Efter den sidste nats bombardementer opgav Peymann og overgav betingelsesløst byen til englænderne, noget han senere blev dømt til døden for. Englænderne overtog nu alle de danske skibe, der lod sig klargøre, mens de ødelagde resten og alt værktøj og andre ting af værdi på Holmen. Et tilbud om en engelsk-dansk alliance blev afvist, da Frankrig allerede havde stillet ultimatum fra Frankrig: valget mellem enten at tilslutte sig Kontinentalspærringen eller belave sig på krig. Det engelske overfald på Sjælland skubbede Danmark i armene på Napoleon, der 31. oktober samme år kunne underskrive en fransk-dansk alliance i Fontainebleau. Danmark var nu officielt i krig med England, og alle danske kolonier blev herefter besat.

### Allieret med Frankrig
Resten af krigen kunne Danmark kun hævde sig i de danske farvande ved hjælp af små, effektive kanonbåde. Med dem lykkedes det at erobre mindre engelske fartøjer i de danske farvande. Den såkaldte kanonbådskrig.
Sverige havde til forskel til Danmark tilsluttet sig England og mistede Finland og Ålandsøerne til Rusland. Danmark blev tvunget til at gå ind i krigen mod Sverige for at få landet til at tiltræde Kontinentalspærringen. Et spansk-fransk hjælpekorps under ledelse af Jean Baptiste Bernadotte (senere kong Karl 14. Johan af Sverige blev sendt til Danmark med henblik på en fælles landgang i Skåne. Tropperne nåede dog aldrig længere end til Kolding, hvor de var skyld i branden på Koldinghus, hvor de var indkvarteret. Her hørte de spanske tropper om oprøret mod Frankrig i deres hjemland, og de gjorde herefter mytteri. 13. marts 1808 døde Christian 7., og Frederik 6. var nu ikke kun konge af gavn, men også af navn. Det mærkedes hurtigt, da det blev pålagt alle kollegier at indhente Frederik 6.'s afgørelse i alle sager, og statsrådsmøderne blev aflyst indtil 1813.
For at holde det følsomme forhold til udlandet i ro og undgå konflikter på grund af rygter i danske aviser, indførte kongen i 1810 stramme retningslinjer for pressen. Herefter skulle aviser søge om privilegium for at kunne bringe udenlandske nyheder, og det blev frataget, hvis aviserne alligevel trykte usikre rygter. Fire år senere blev det udvidet til forhåndscensur: politimesteren skulle have tilsendt alle tryksager først, og han kunne så beslaglægge dem, hvis han fandt dem i strid med bestemmelserne af 1799 eller 1810. Censuren bestod indtil 1848.
I 1812 brød den fransk-russiske alliance sammen, og Sverige og Rusland blev allierede. Efter Napoleons mislykkede angreb på Rusland, tilsluttede England sig denne alliance. Rusland havde lovet Sverige, at det efter krigen ville støtte, at Norge blev overgivet til Sverige som kompensation for tabet af Finland. Efter at Rusland havde tvunget de franske armeer på tilbagetog i vinteren 1812, prøvede Rusland at få Danmark til at tilslutte sig den anti-franske alliance, men da russerne opretholdt kravet om frivillig afståelse af Norge, afviste Frederik 6. tilbuddet. Under våbenstilstanden i sommeren 1813 tilsluttede Danmark sig atter Frankrig, som en sidste mulighed for at holde Danmark-Norge samlet. 11. august begyndte krigen, og nu stod Danmark alene sammen med Frankrig. Efter Napoleons nederlag ved Leipzig i oktober kunne de svensk-russiske tropper med den svenske kronprins Karl Johan (tidligere Jean Baptiste Bernadotte) vende sig mod Danmark. Der udkæmpedes nogle små afværgelsesslag, og 6. januar 1814 faldt Glückstadt, og de sidste danske styrker blev indesluttet i Rendsborg. Fredsforhandlinger blev indledt, og 14. januar blev freden i Kiel underskrevet: Afståelsen af Norge til den svenske konge og hans efterkommere. Danmark fik dog lov til at beholde Grønland, Island og Færøerne. I efteråret blev Wienerkongressen indledt. Her skulle Europa genoprettes efter næsten 20 år med krige. Den danske konge deltog i dette møde mellem alle Europas overhoveder.

### Statsbankerot
Krigsårene fra 1807-13 blev præget af stor inflation. Mens lønningerne steg flere hundrede procent, steg kornpriserne endnu mere. Det var ikke billigt at opretholde et hærkontingent i Holsten, og selv om regeringen i 1810 indførte en progressiv indkomstskat for at dække underskuddet, indførte den ikke det administrative apparat, der krævedes for at kunne få det nye system til at virke. I stedet dækkede regeringen underskuddet ved at trykke flere pengesedler. I perioden 1806-13 steg den samlede seddelmængdes pålydende værdi til det seksdobbelte, mens sedlernes reelle værdi samtidig faldt betydeligt mere. Staten var i og for sig gået bankerot. Man prøvede at forhindre situationen i at løbe løbsk ved forordningen af 5. januar 1813 om forandring af pengevæsenet. I den blev det bestemt, at en nyoprettet rigsbank skulle afløse de tidligere banker og begynde at trykke nye rigsbankdalersedler. Det betød, at småsparere, folk der havde deres penge bundet i statsobligationer eller lå inde med større seddelbeholdninger, med ét blev fattigere. Der gik nemlig ca. ti af de gamle kurantdalere på én ny rigsbankdaler. På længere sigt kunne de nye penge kun komme i pari ved en stadig inddragelse af sedler. Som om det ikke var nok, blev al fast ejendom i landet pålagt en førsteprioritet på 6 % kaldet bankhæftelsen, der enten kunne indbetales direkte eller forrentes med 6½ % årligt, men en betingelse var, at betalingen skete i sølv. Da det ikke var til at opdrive sølv, skete betalingen i stedet for i sedler til dagens kurs. Reformen havde dog ikke den ønskede virkning, og snart havde befolkningen lige så lidt tillid til de nye penge, som den havde til de gamle. I september 1813 var en rigsbankdalers værdi faldet til under en tiendedel. En rentebetaling for bankhæftelsen på f.eks. ti sølvdaler var hermed blevet til 100 rigsbankdaler eller 600 kurantdaler. Pengesystemet var ved at blive sat ud af kraft gennem privat udstedte betalingsmidler, og situationen blev først bedre efter krigen.